# Alister Clark

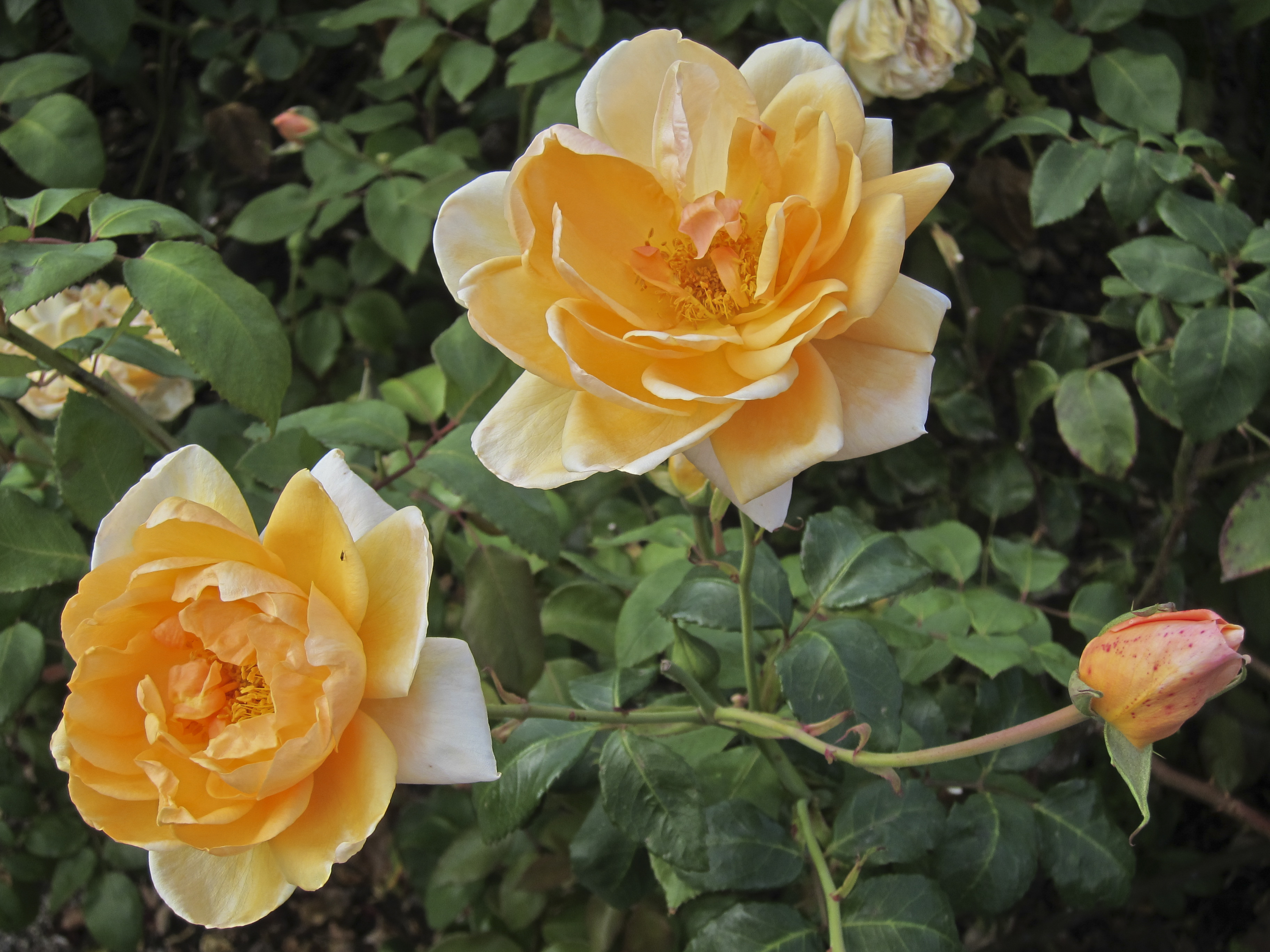
Alister Clarks Rose 'Lady Huntingfield', 1937

Alister Clark (* 26. Januar 1864 in Brighton (Victoria); † 20. Januar 1949 in Glenara) war ein australischer Rosenzüchter. Er gilt bis heute als bedeutendster Rosenzüchter von Australien.

## Leben
Alister war der zweite Sohn des aus Schottland stammenden Walter Clark und dessen Frau Annie, geb. Cooper. Sein Vater lebte seit 1838 in Australien, verdiente während der Zeit des Goldrauschs Geld mit Aktien und baute 1857 Glenara.

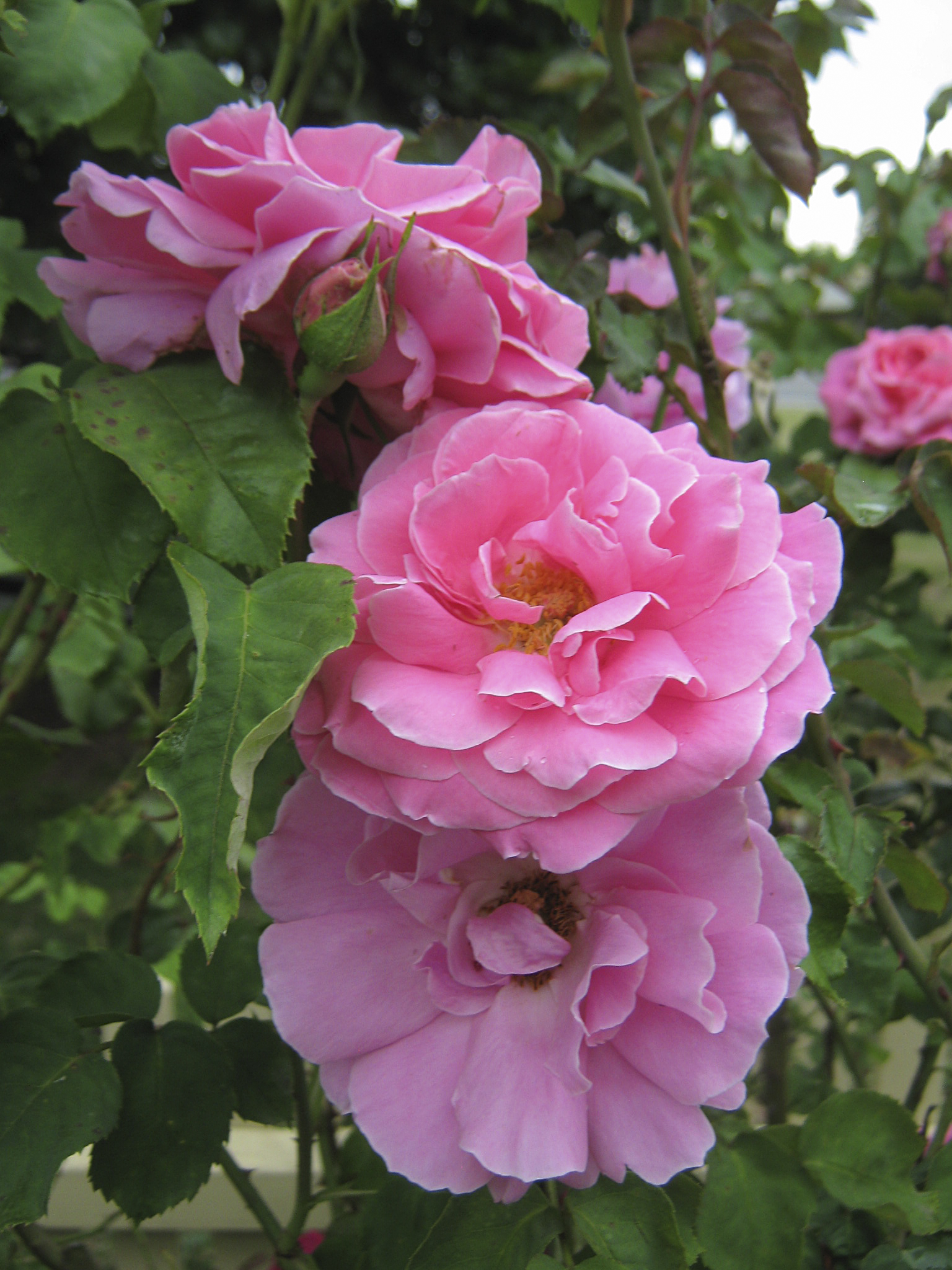
'Mrs Norman Watson', 1930

Nachdem Walter Clark am 18. März 1873 in Glenara ermordet wurde, wuchsen Alister und seine Geschwister bei einem Verwandten, John Kerr Clark, auf. Alister erhielt seine erste Schulbildung 1877-78 an der Sydney Grammar School in Hobart und ging in der Folge zu Verwandten nach Schottland, wo er an der Loretto School erzogen wurde. Von 1883 bis 1886 studierte er am Jesus College in Cambridge. Am 6. November 1885 wurde er als Anwalt am Middle Temple zugelassen. Während seiner in Großbritannien verbrachten Jugendzeit erwachte in ihm ein lebenslanges Interesse an Pflanzen und Blumen.
Nach seinem Abschluss kehrte er nach Australien zurück und lernte dabei auf der Rückreise auf dem Schiff Edith Mary Heaton Rhodes kennen, die Tochter eines wohlhabenden Neuseeländers, welche er am 9. Juli 1888 in der St. Mary’s Church in Christchurch (Neuseeland) heiratete. Das Paar hatte keine Kinder.
Im Jahr 1892 kaufte Clark für 18.375 £ Glenara, aus dem ehemaligen Besitz seines Vaters. Er widmete sich in seiner großen Gärtnerei der Vermehrung und Zucht von Rosen und Narzissen und verwandelte den großen Park des Anwesens „zu einem Ort von großem Charme und Schönheit“.
Clark war Gründungsmitglied der National Rose Society of Victoria im Jahr 1900 und fungierte als deren Präsident. Er war schon zu Lebzeiten als Rosenzüchter sehr bekannt und entwickelte viele neue Rosensorten, die bestens für das heiße Klima in Australien geeignet sind und im ganzen Land kultiviert wurden. Seine neuen Sorten lieferte er kostenlos an staatliche Rosengesellschaften zur Vermehrung und zum Verkauf.

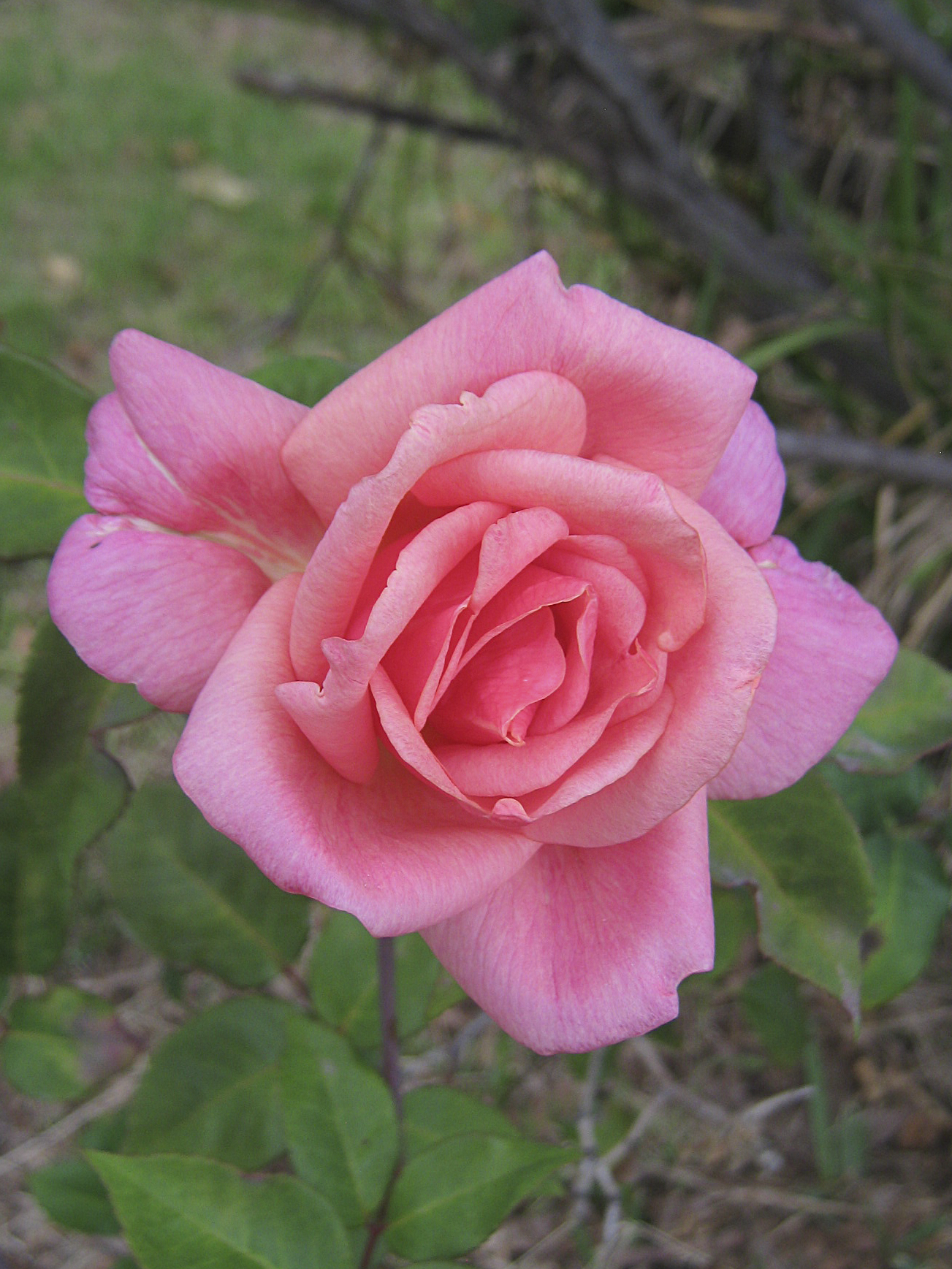
Alister Clarks populärste Rose 'Lorraine Lee' (1924)

Zu Lebzeiten brachte Alister Clark offiziell 122 Rosen auf den Markt, hinzu kommen weitere 6 Sorten, die nach seinem Tode herausgebracht wurden, und viele weitere Sorten, die er Freunden schenkte und die nie offiziell vertrieben wurden. Besonders gerne verwendete er die aus Burma stammende Wildrose Rosa gigantea für seine Züchtungen und viele seiner Sorten sind große kletternde Sträucher. Als seine erfolgreichsten Rosen gelten die auch im australischen Winter (bis August) noch blühende 'Lorraine Lee', sowie die Sorten 'Black Boy', 'Sunny South' und 'Nancy Hayward'.
Auch in den Vereinigten Staaten von Amerika, insbesondere in Kalifornien, waren seine Rosen hoch geschätzt und er gewann viele Preise. 1936 wurde er mit der Dean Hole Memorial Medal der National Rose Society (England) geehrt. Clark war auch Mitglied in der Royal Horticultural Society (England), deren Vizepräsident er von 1944 bis 1948 war.
Auch als Züchter von neuen Narzissen-Sorten war er erfolgreich und erhielt im Jahr 1948 den Peter Barr Memorial Cup der Royal Horticultural Society. Es gelang ihm die Zucht einer rosa Narzisse namens ‚Mabel Taylor’, die er selber für die erste ihrer Art auf der Welt hielt.
Daneben war Clark ein hervorragender Reiter und nahm auch an Pferderennen teil. Von 1901 bis 1908 war er Meister des Oaklands Hunt Club und Vorsitzender des 1917 gegründeten Moonee Valley Racing Club. Er spielte außerdem Polo und Golf. Einige seiner Rosensorten sind nach Rennpferden benannt.
Er war jahrelang bis 1910 Mitglied des Gemeinderats von Bulla, diente mehrmals als Präsident und war ein Treuhänder der Bulla Presbyterian Church.
Alister Clark soll großen persönlichen Charme besessen haben und hatte viele Freunde. Er war allerdings völlig unpraktisch und Geld bedeutete ihm wenig: Er widmete sich nie ernsthaft einer geschäftlichen Tätigkeit.
Er überlebte seine Frau und starb am 20. Januar 1949 in Glenara. Er wurde auf dem Friedhof von Bulla beigesetzt und hinterließ einen Nachlass mit einem Wert von 22.073 £.
Alister Clarks Rosengarten in Glenara blieb erhalten, und 1997 wurde in Bulla der Alister Clark Memorial Rose Garden gegründet, der derzeit (Stand 2022) als größte Sammlung von Clark-Rosen gilt.

## Galerie: Rosen von Alister Clark

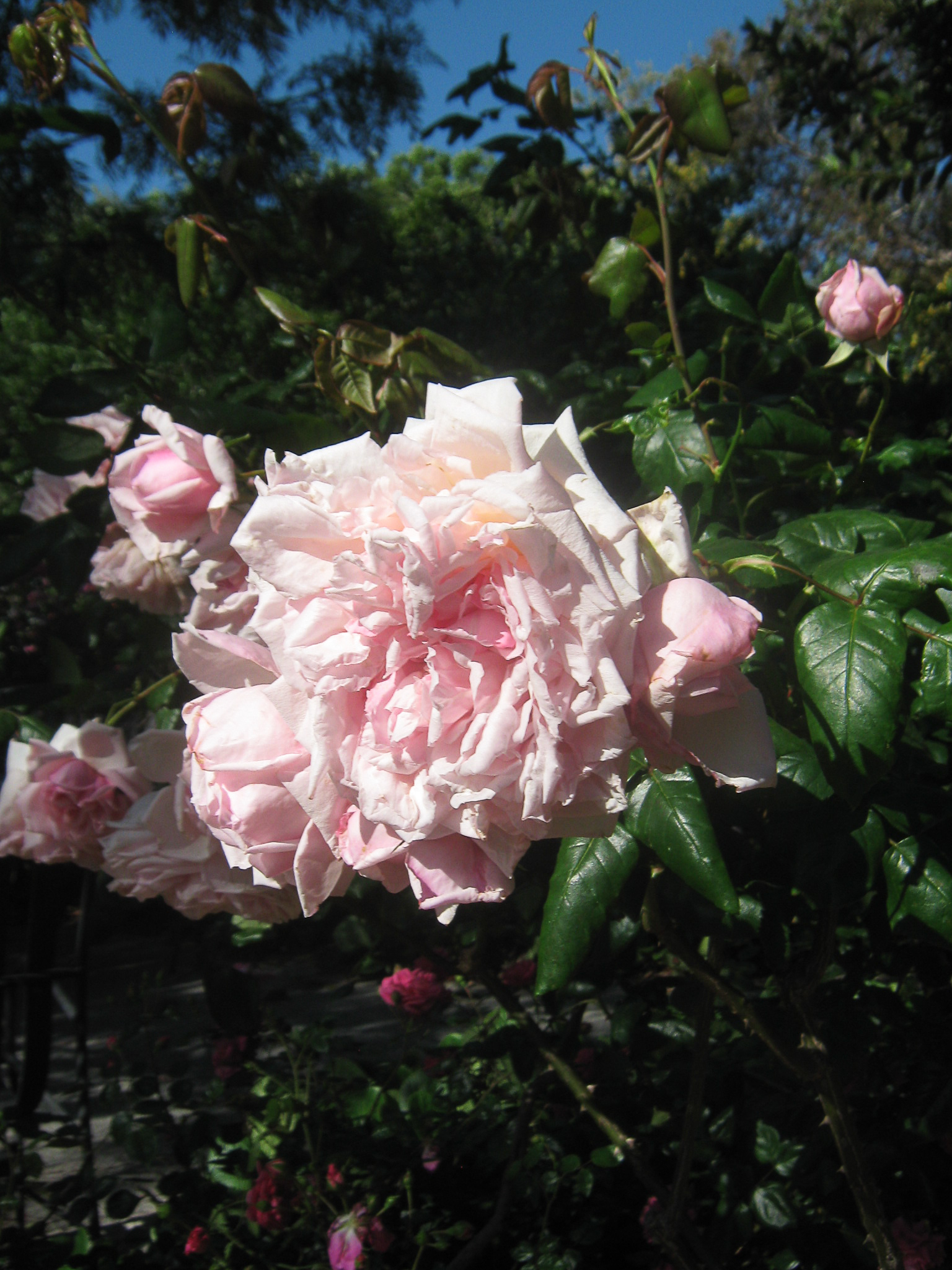
'Medallist', 1912
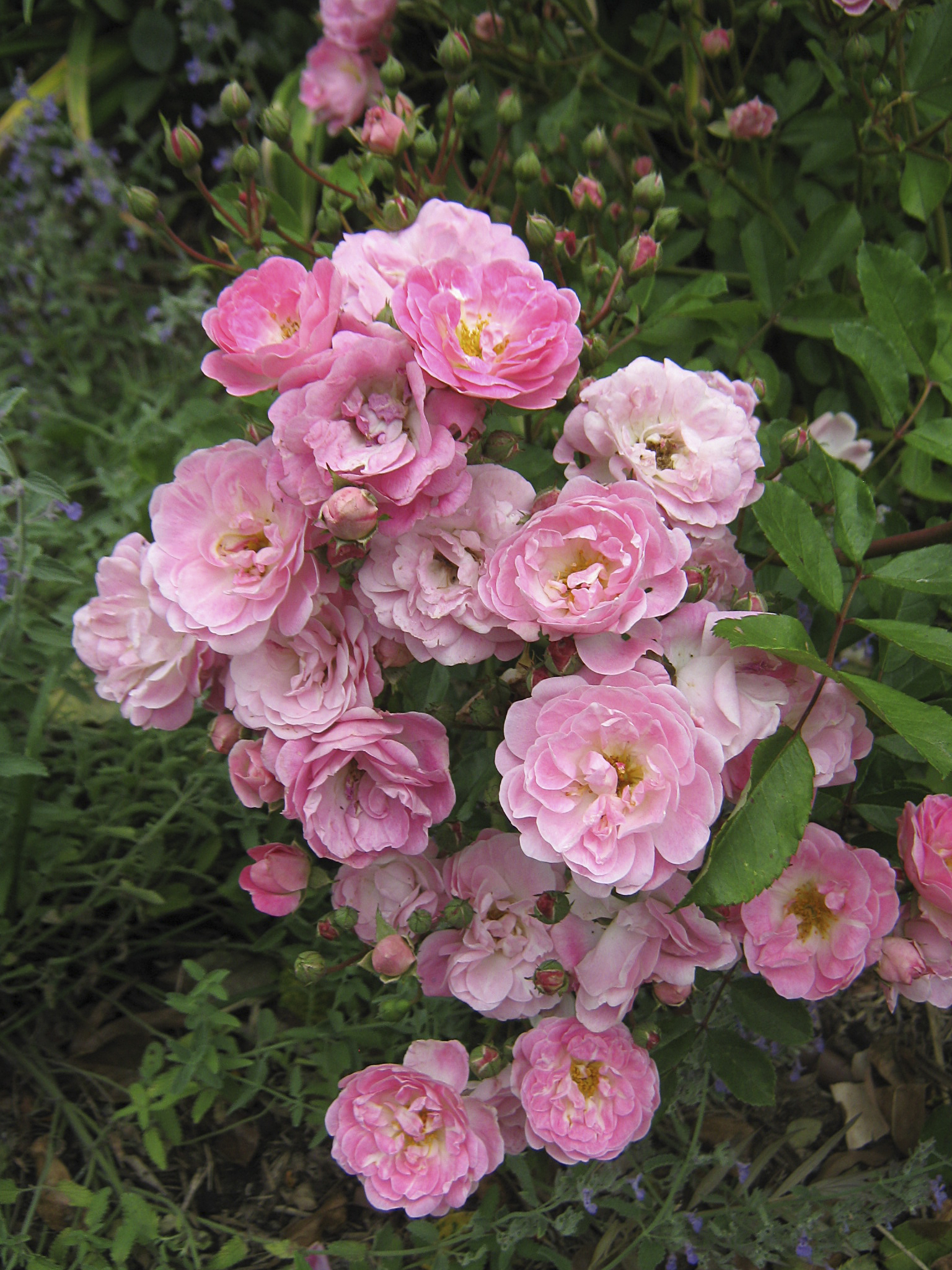
'Borderer', 1918
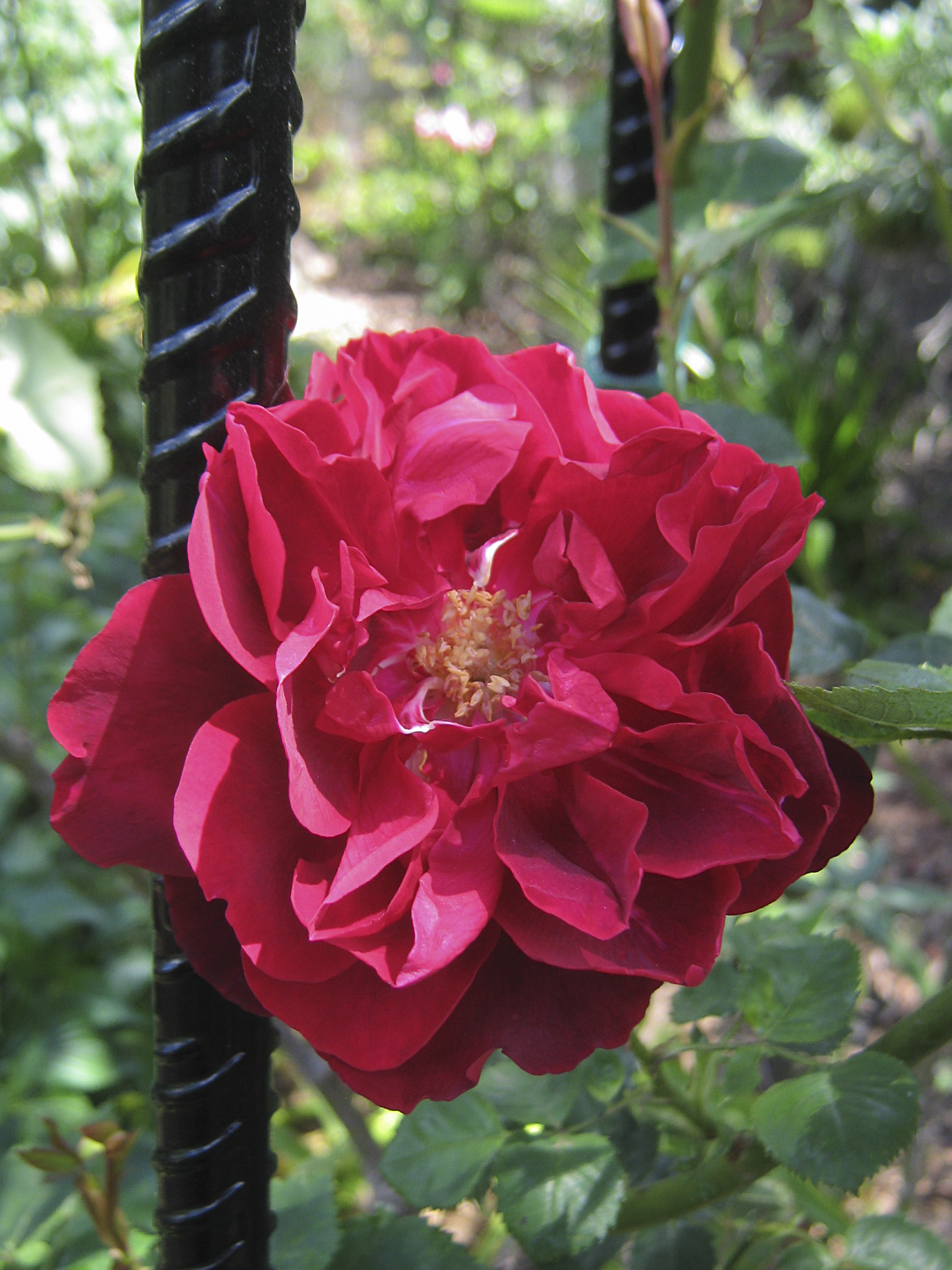
'Black Boy', 1919
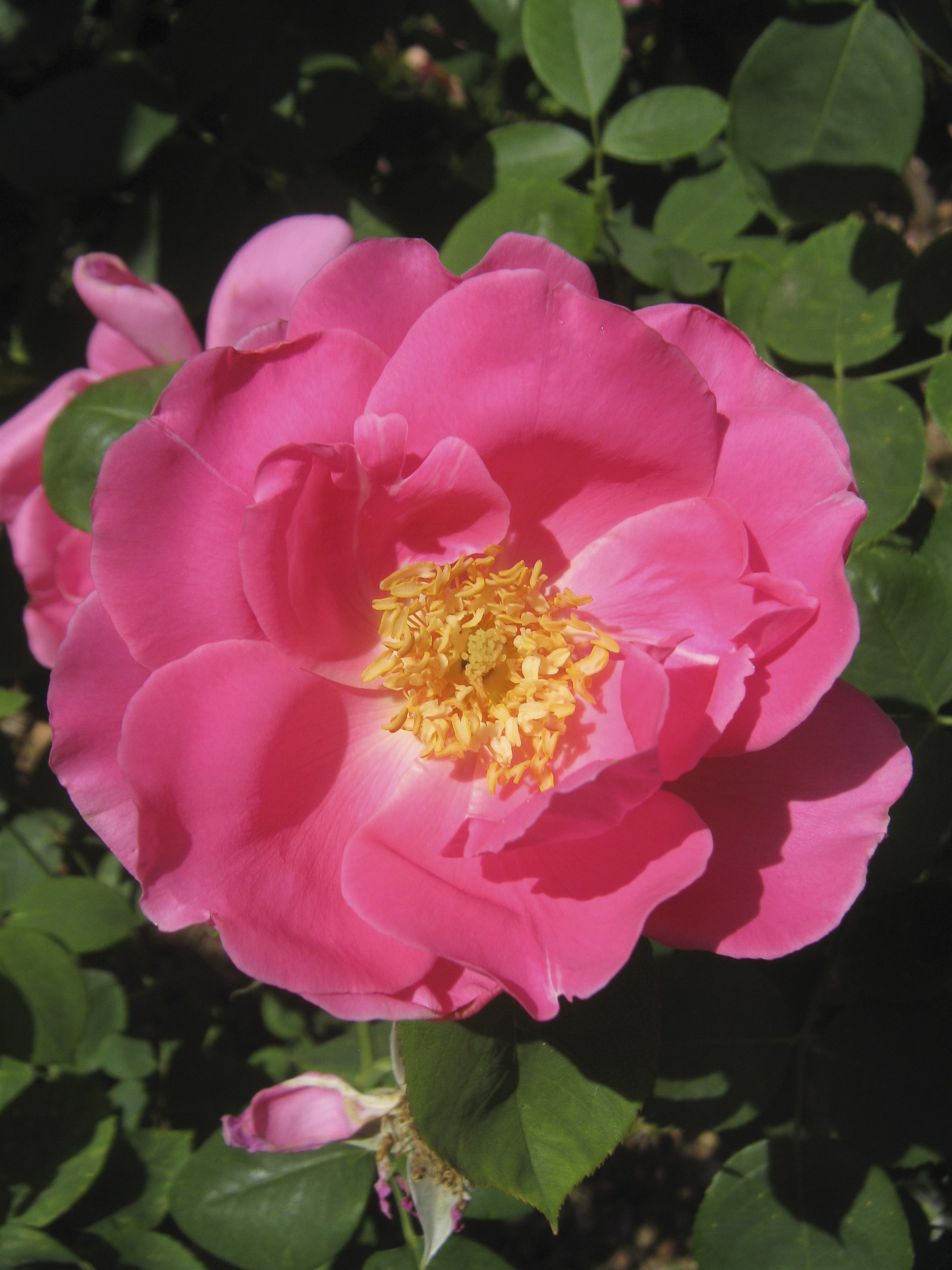
'Kitty Kininmonth', vor 1920
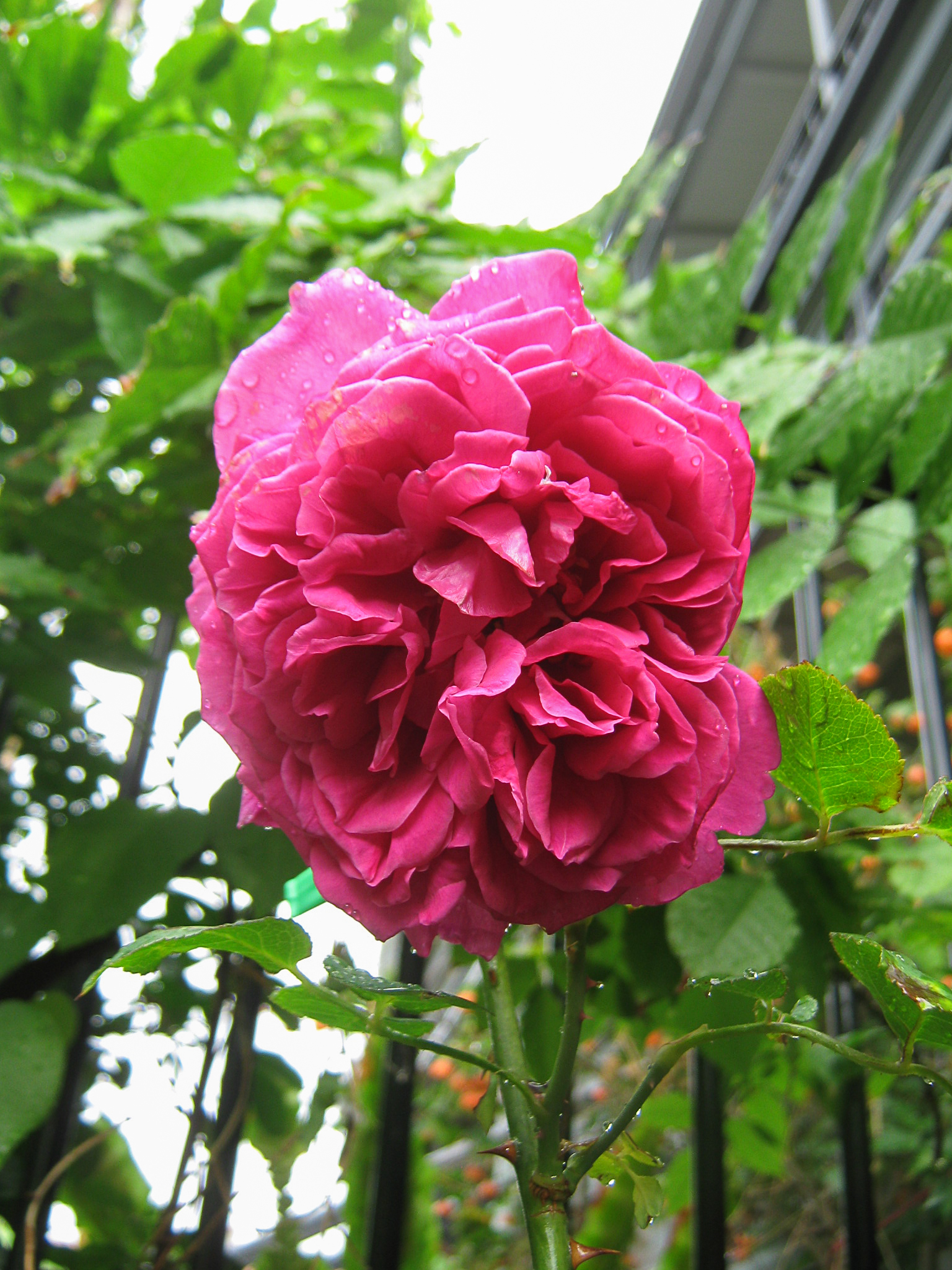
'Mrs R C Bell', 1920
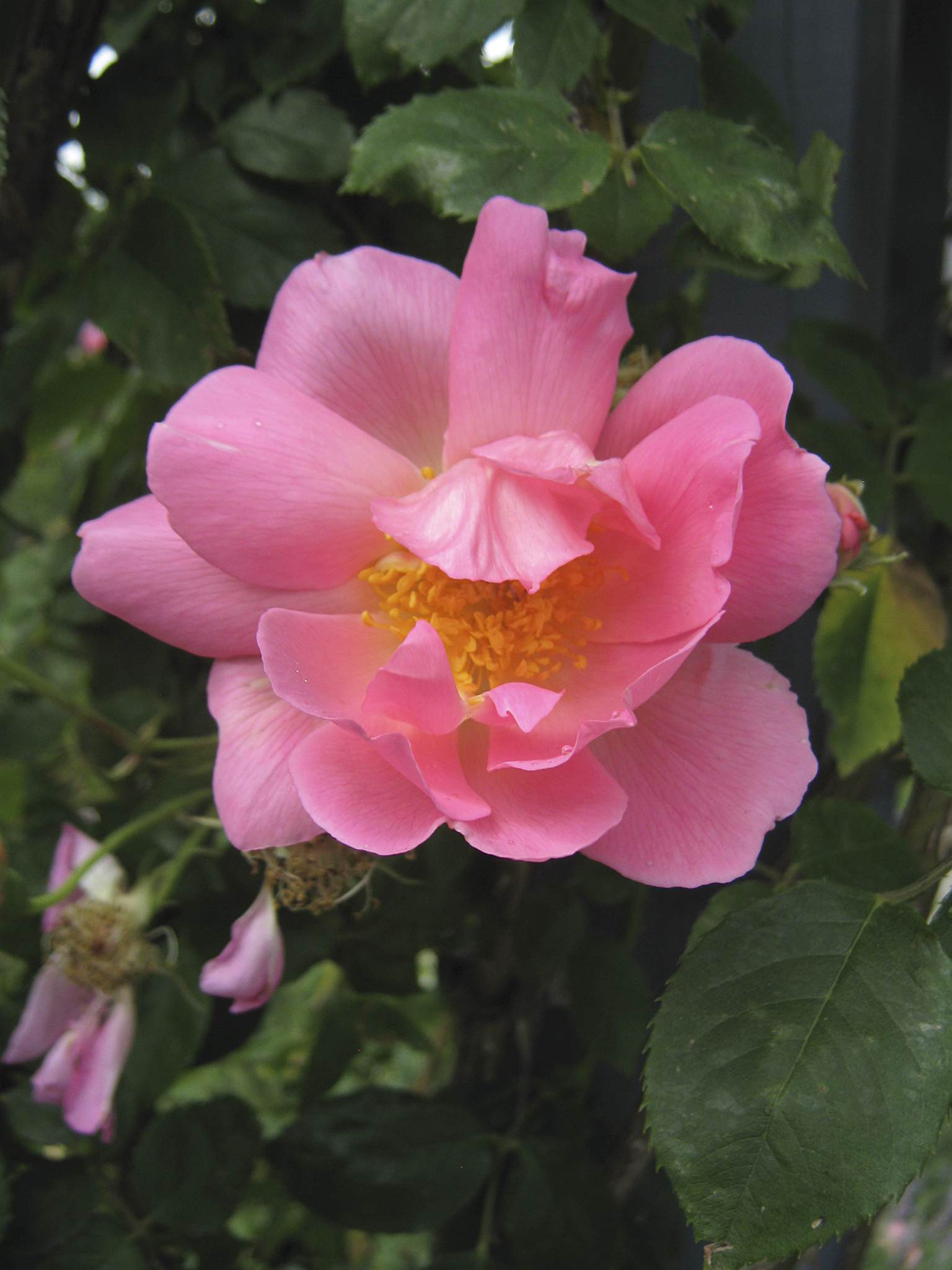
'Gwen Nash', 1920
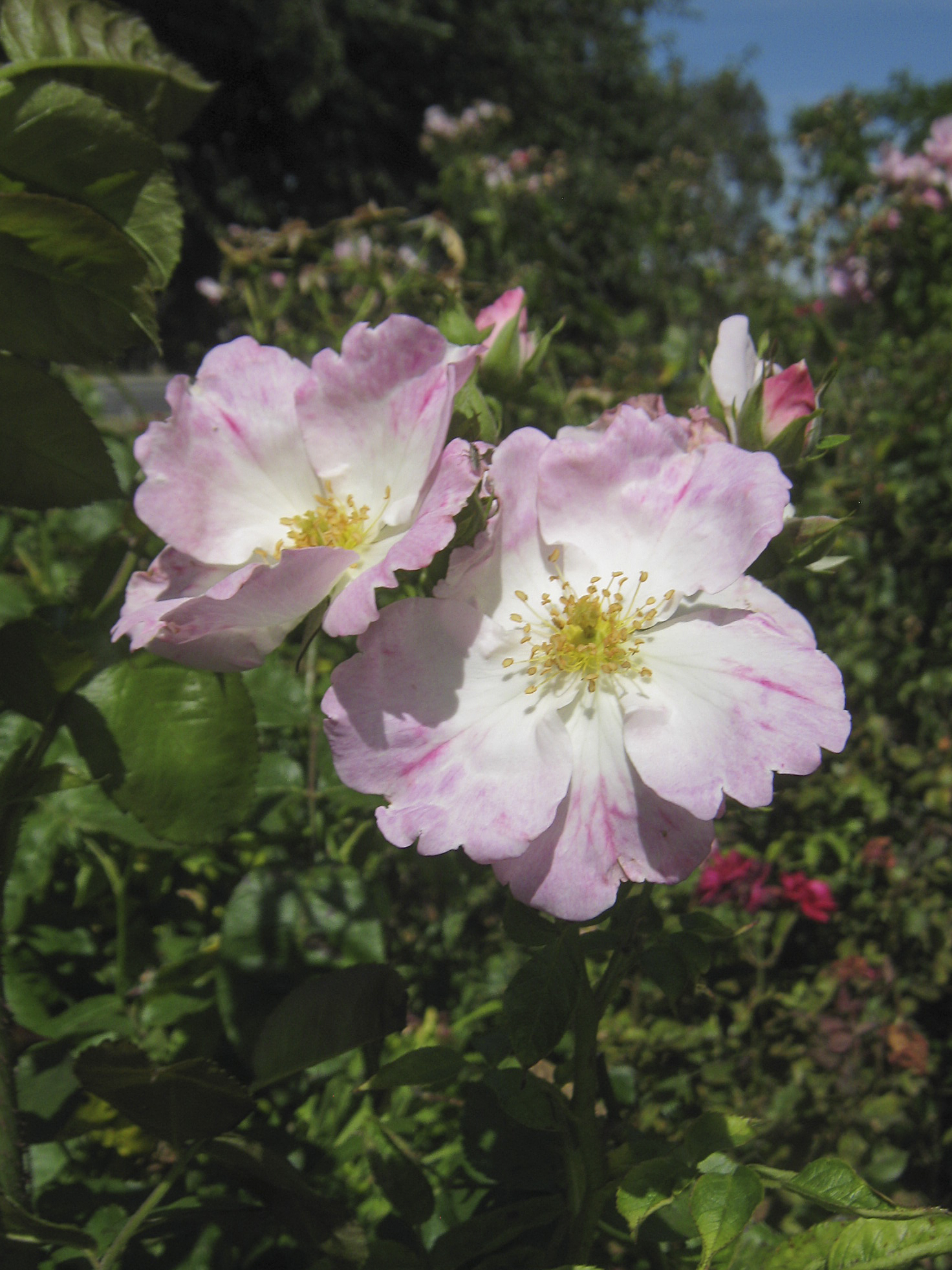
'Ringlet', 1922
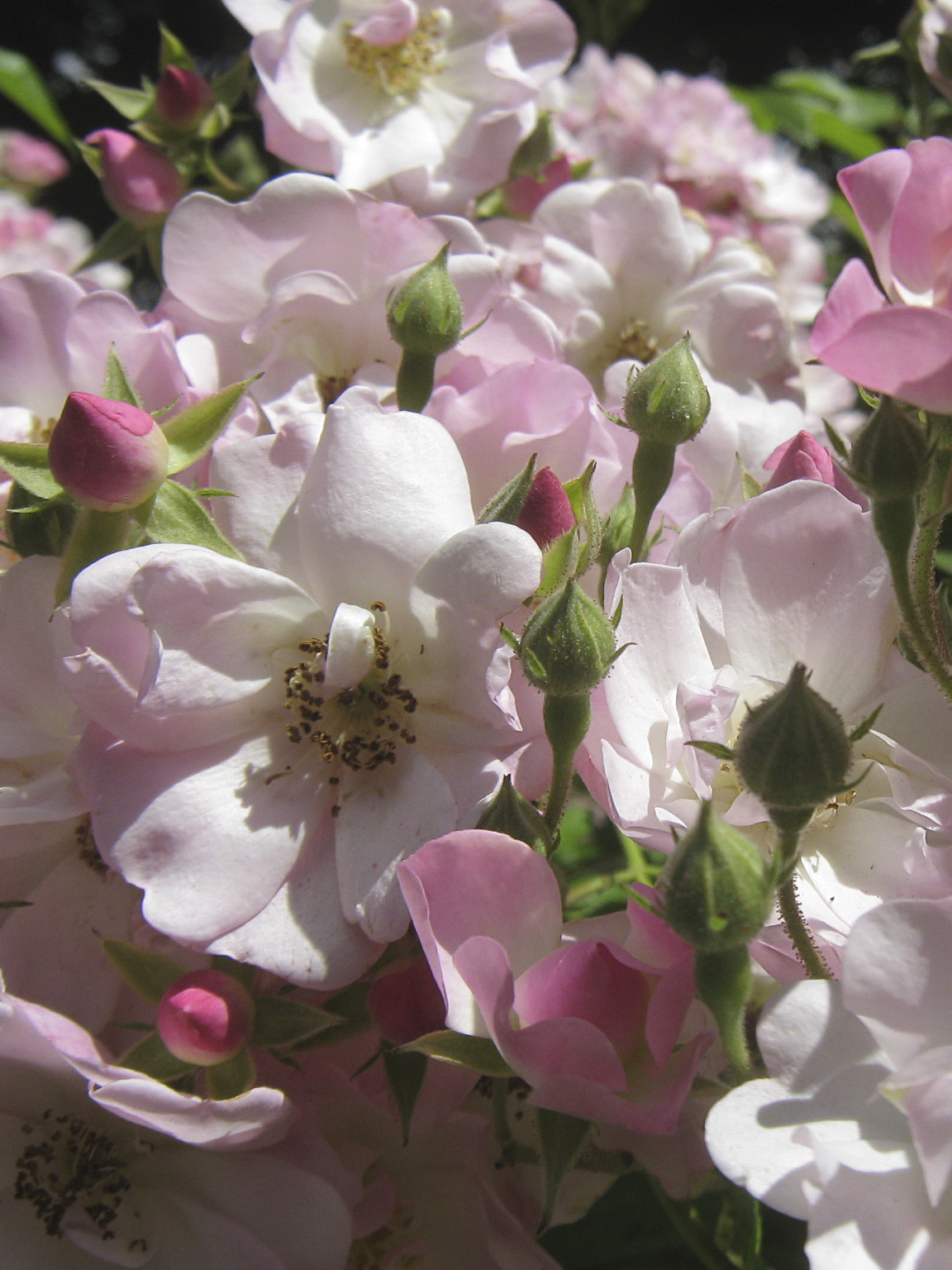
'Cherub', 1923
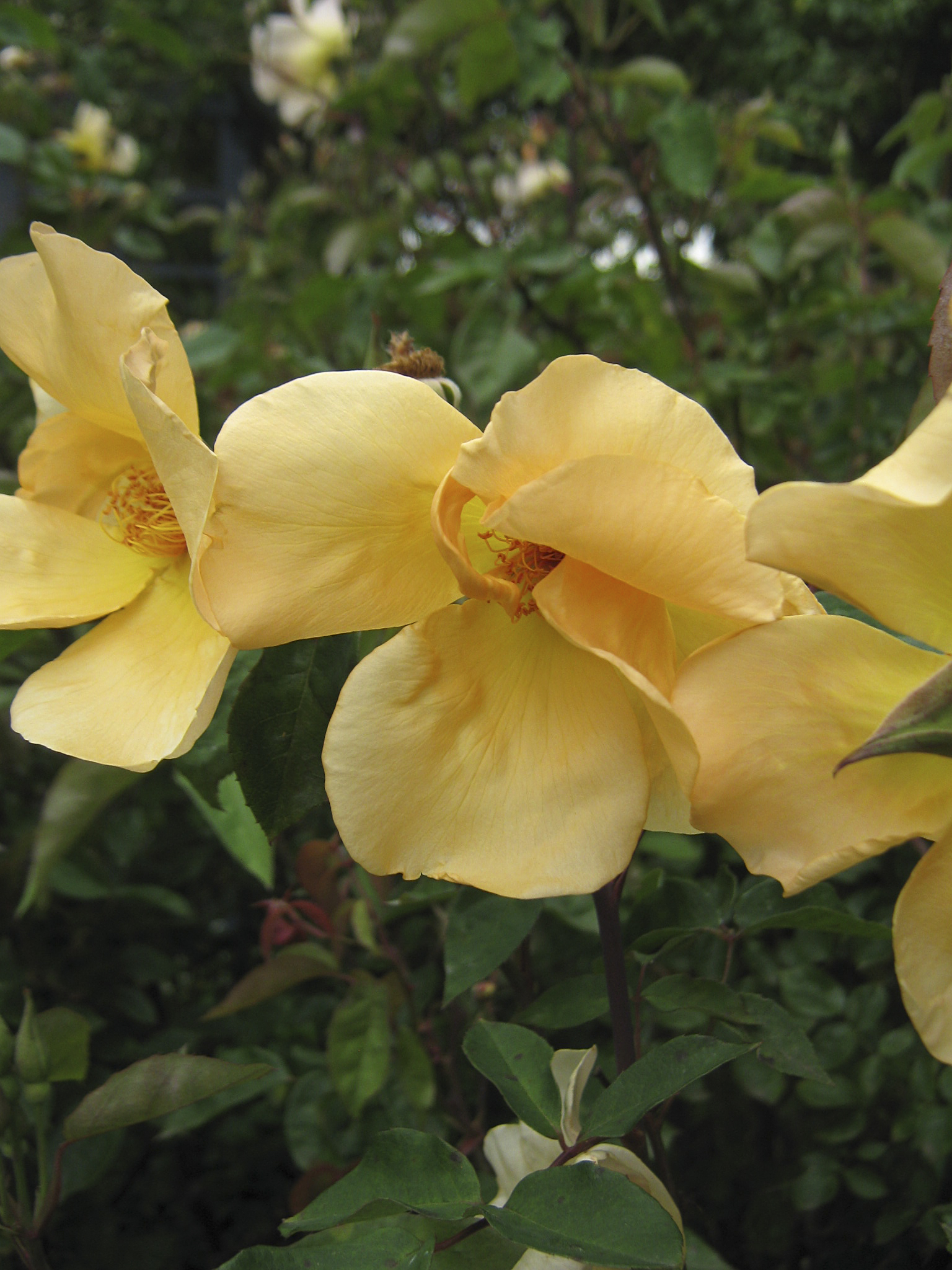
'Squatters Dream', 1923
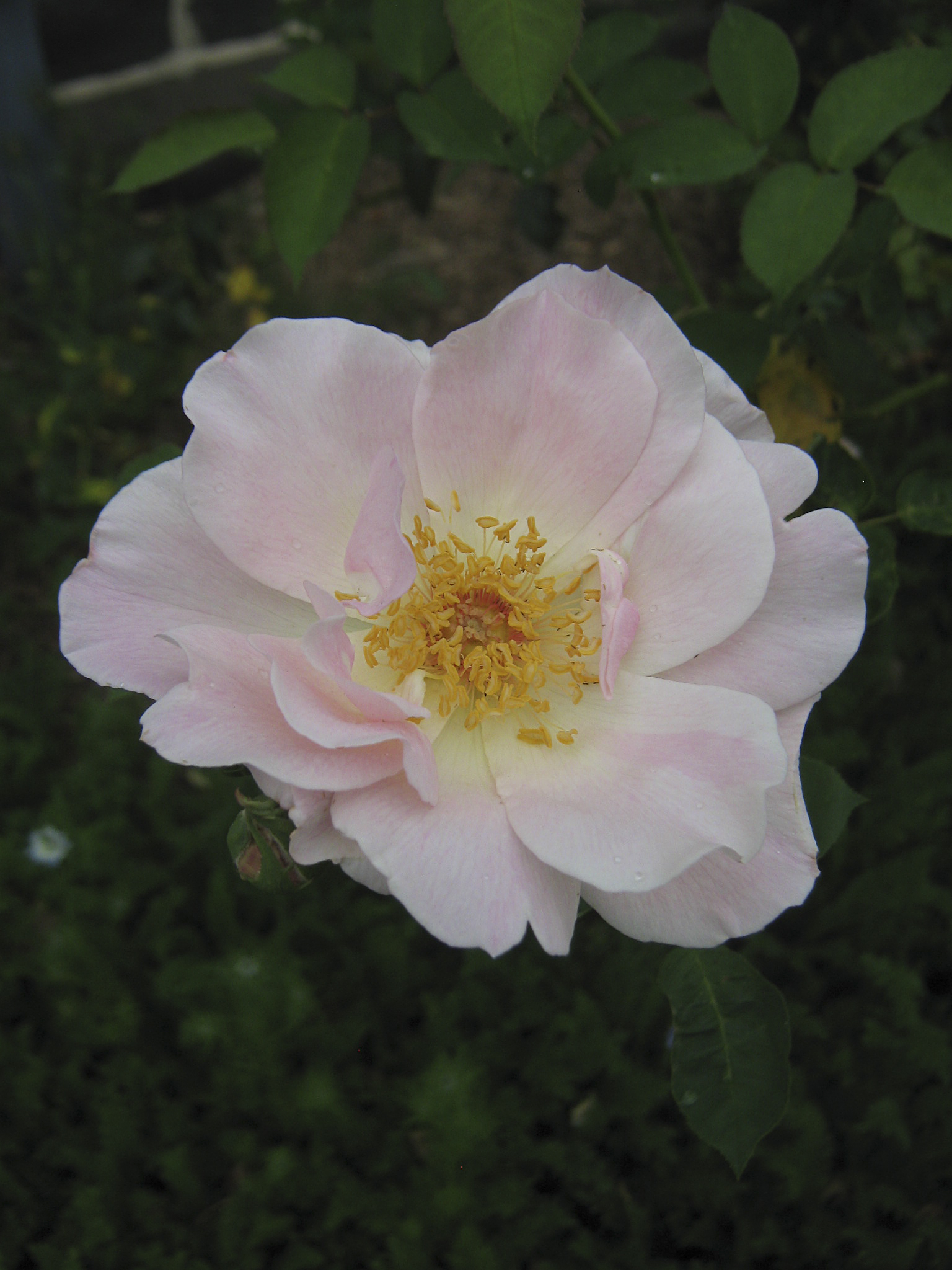
'Daydream', 1925
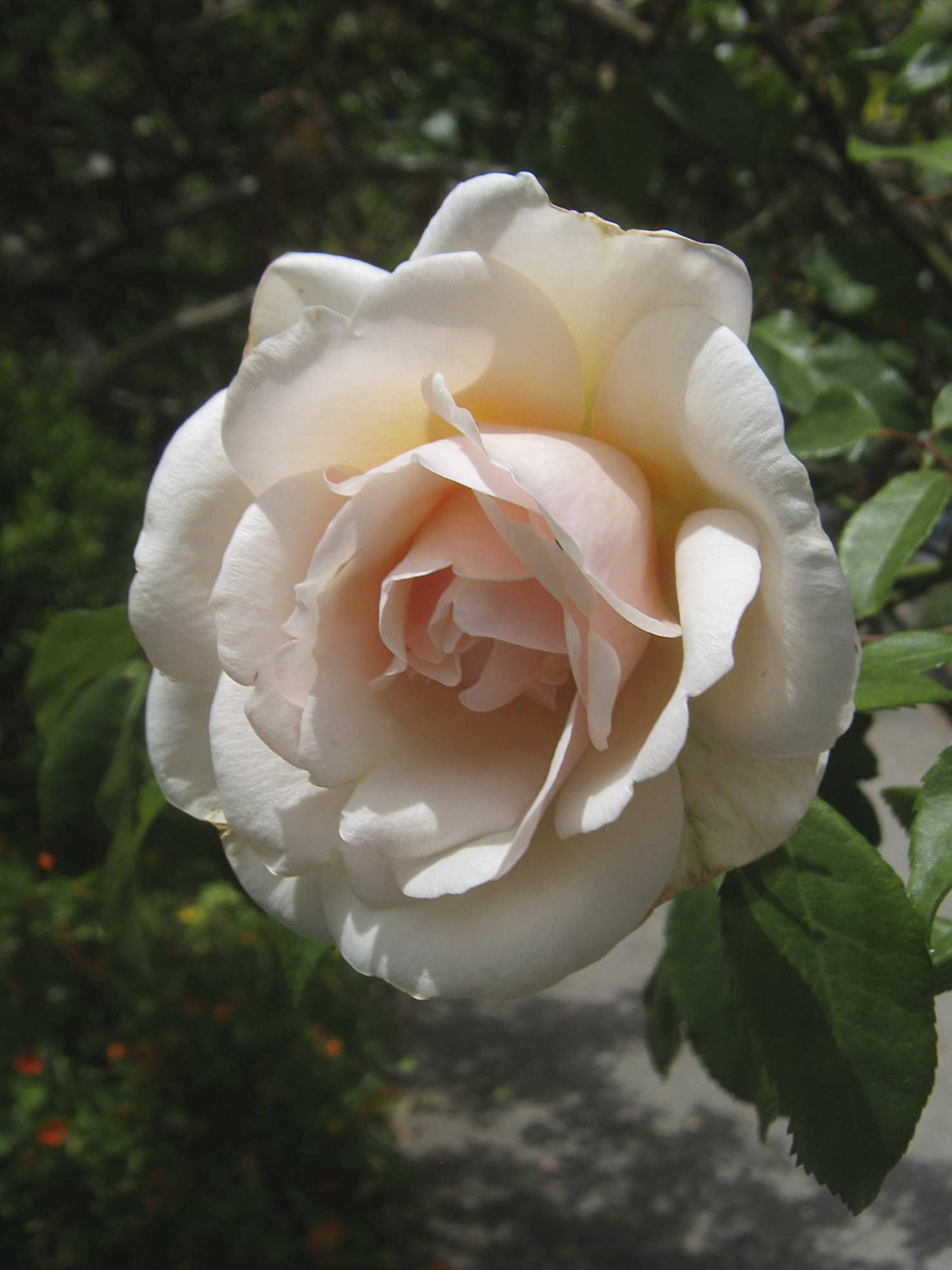
'Tonner's Fancy', 1927
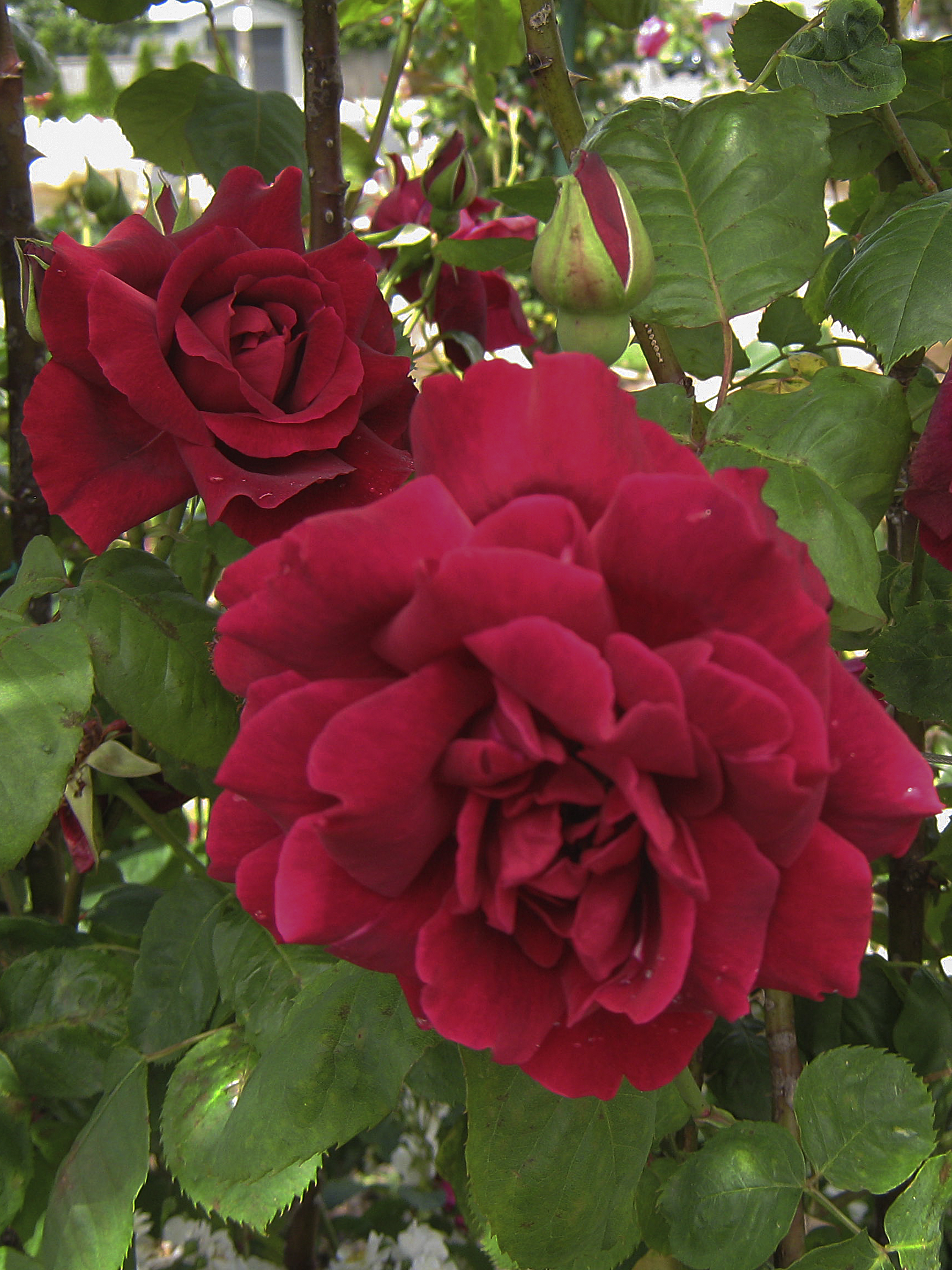
'Countess of Stradbroke', 1928
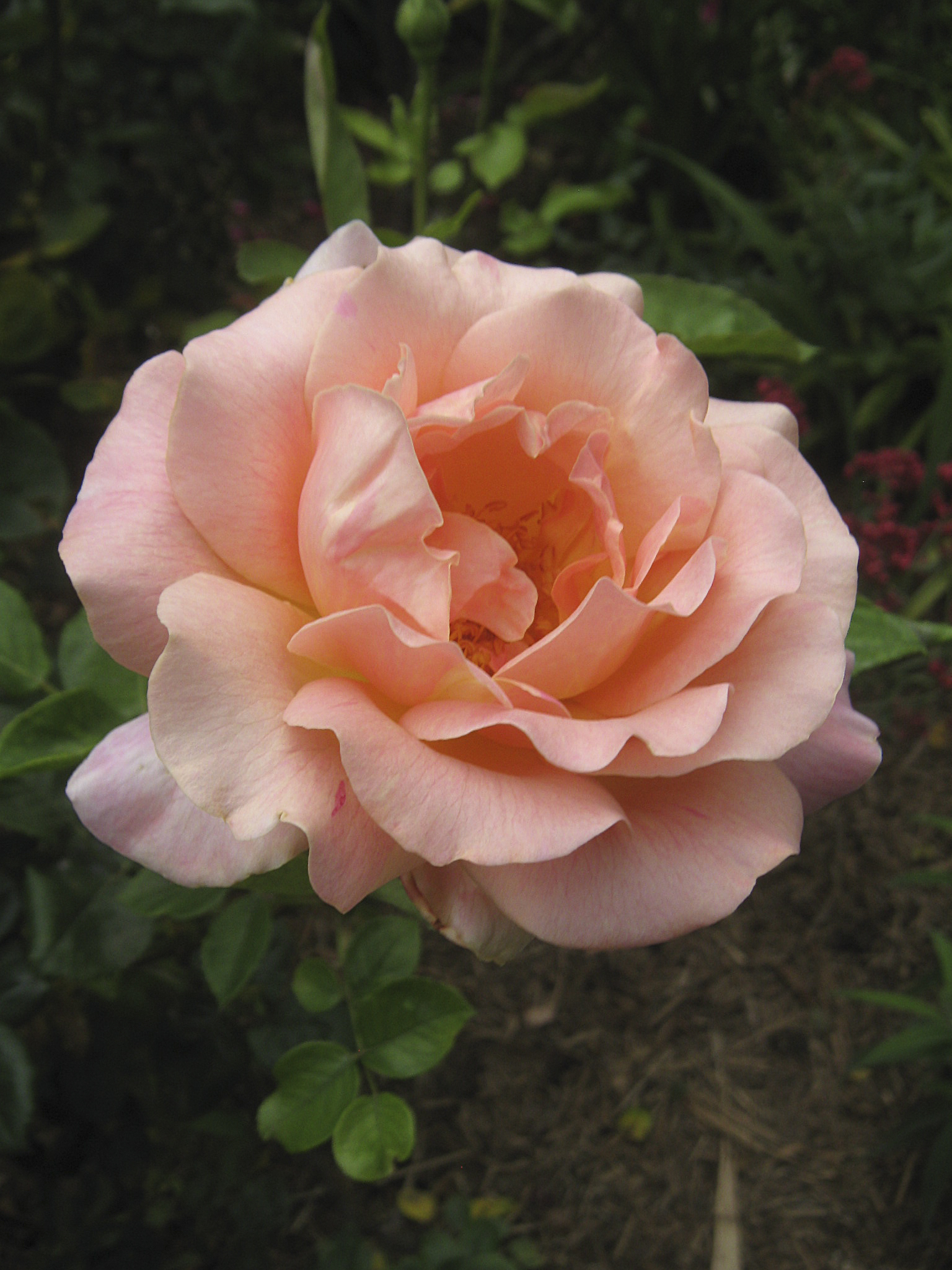
'Peggy Bell', 1928
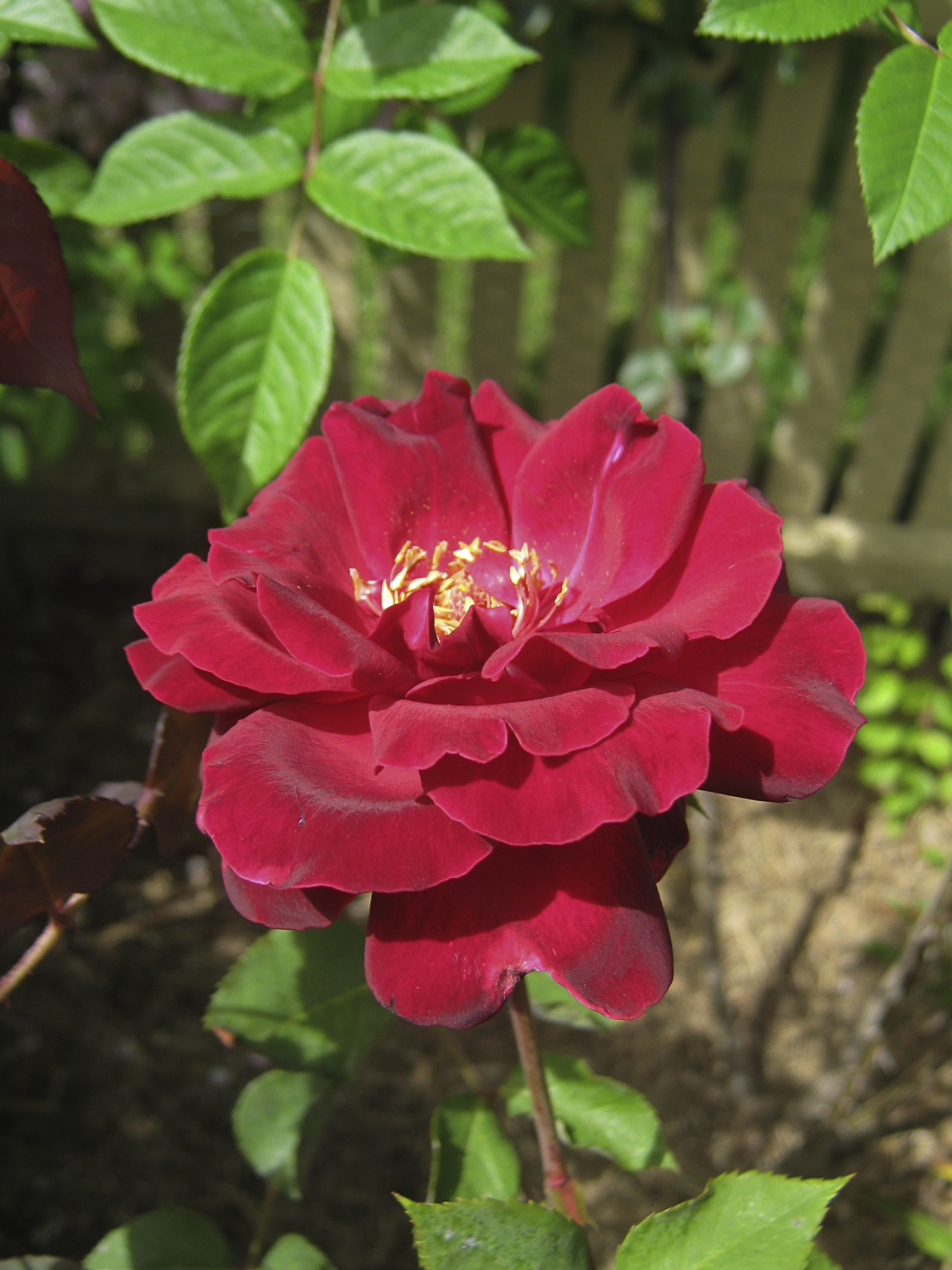
'Mrs Albert Nash', 1929
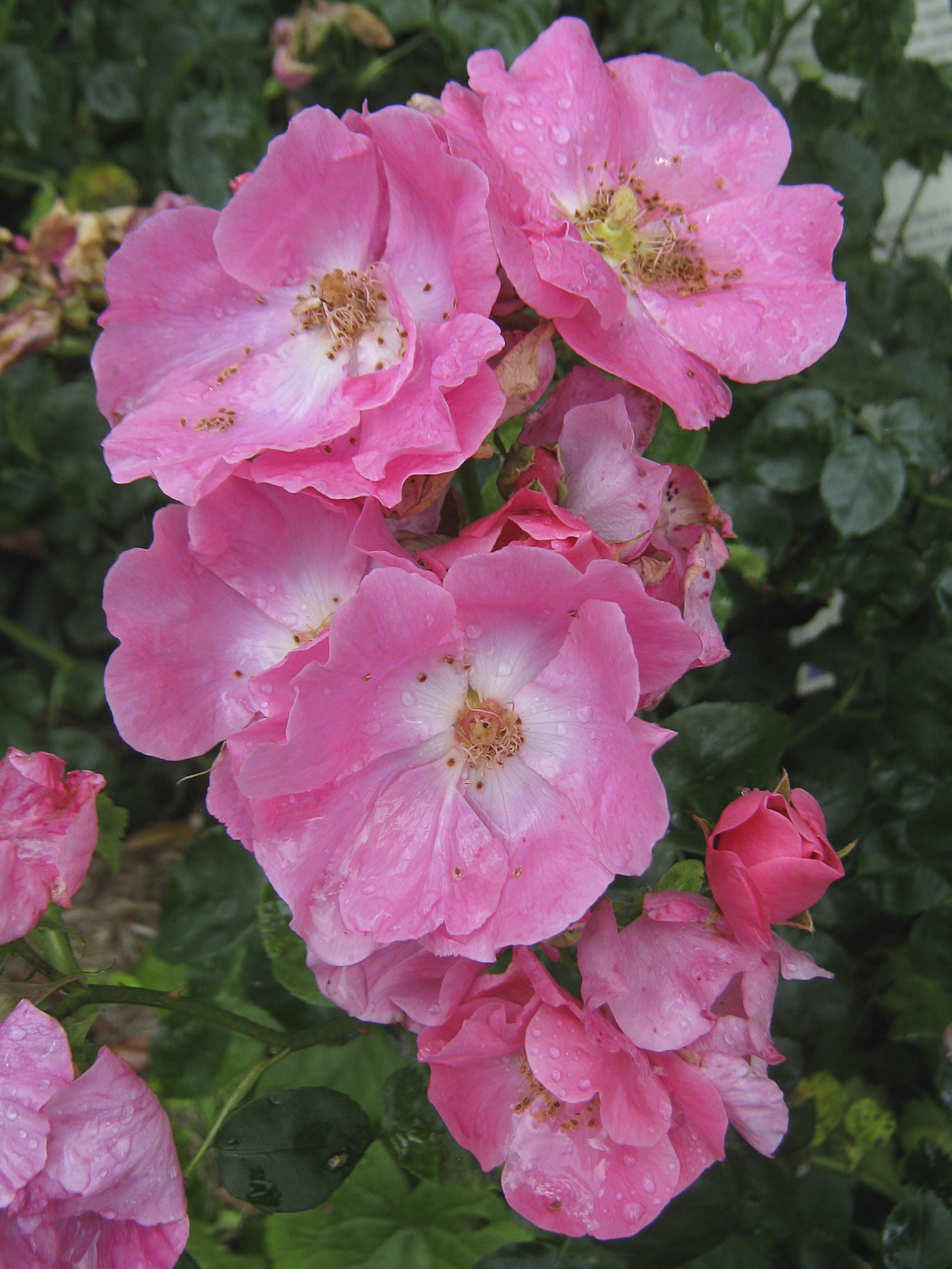
'Mary Guthrie', 1929
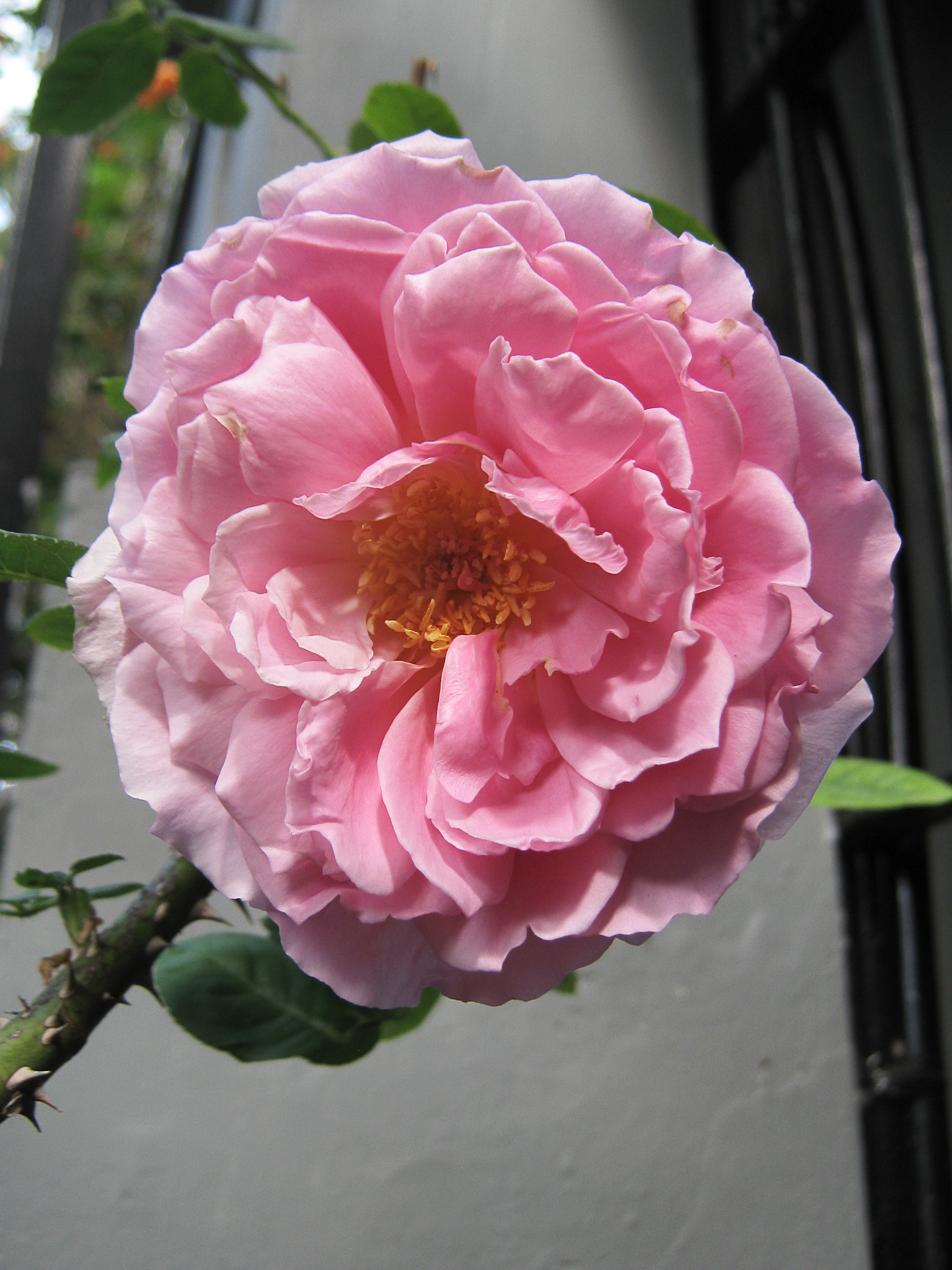
'Lady Somers', 1930
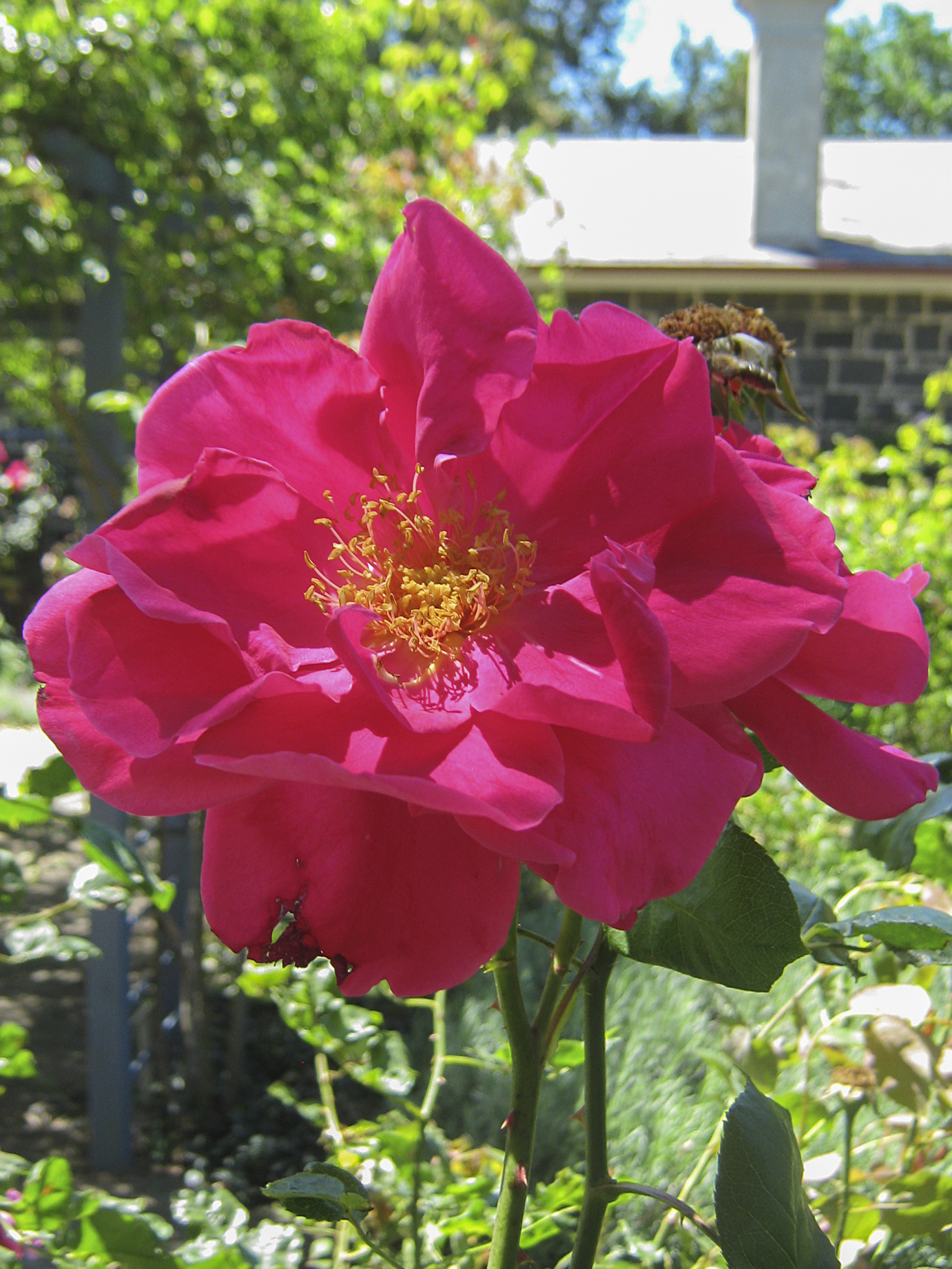
'Madge Taylor', 1930
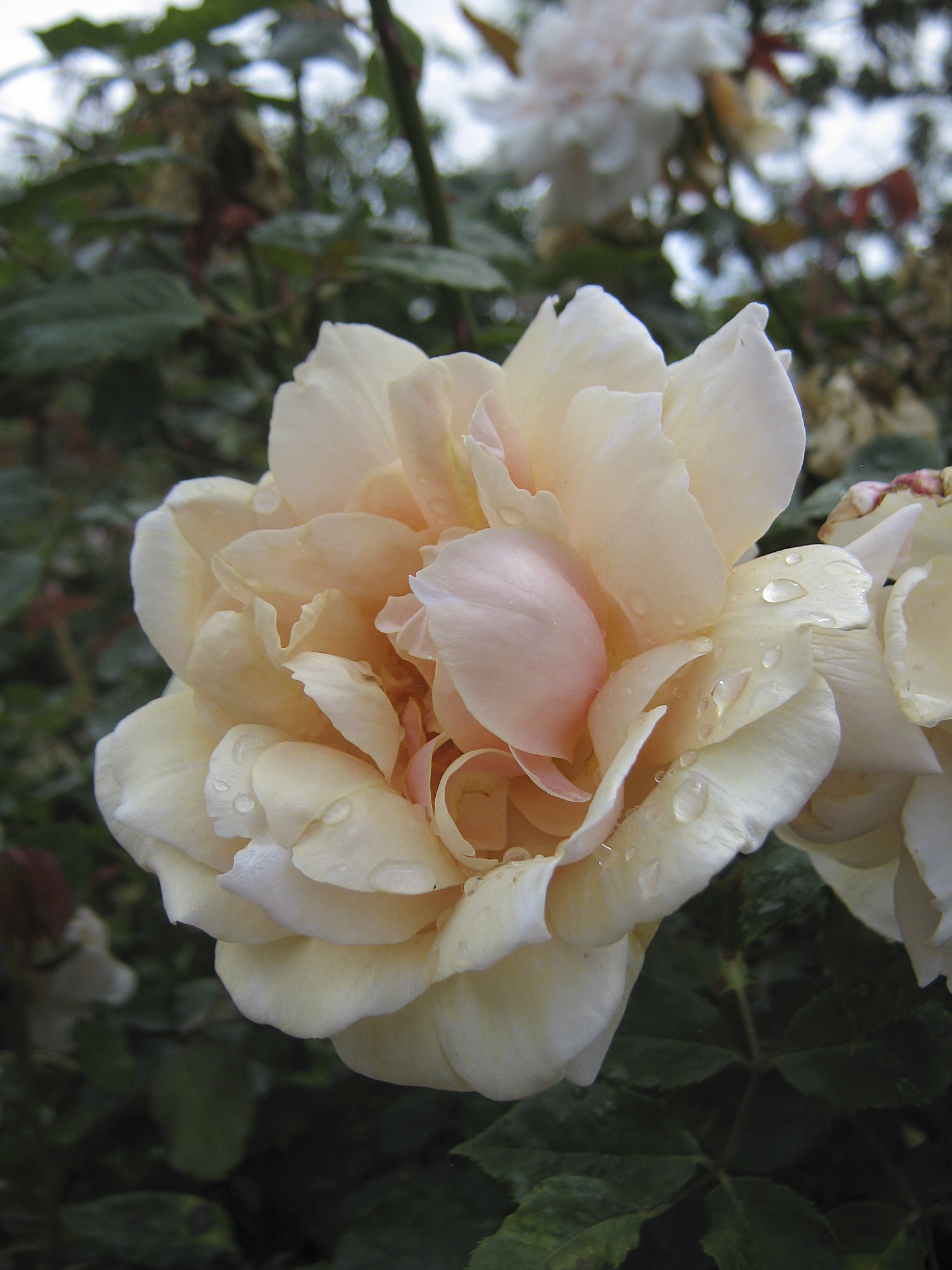
'Mrs Hugh Dettmann', 1930
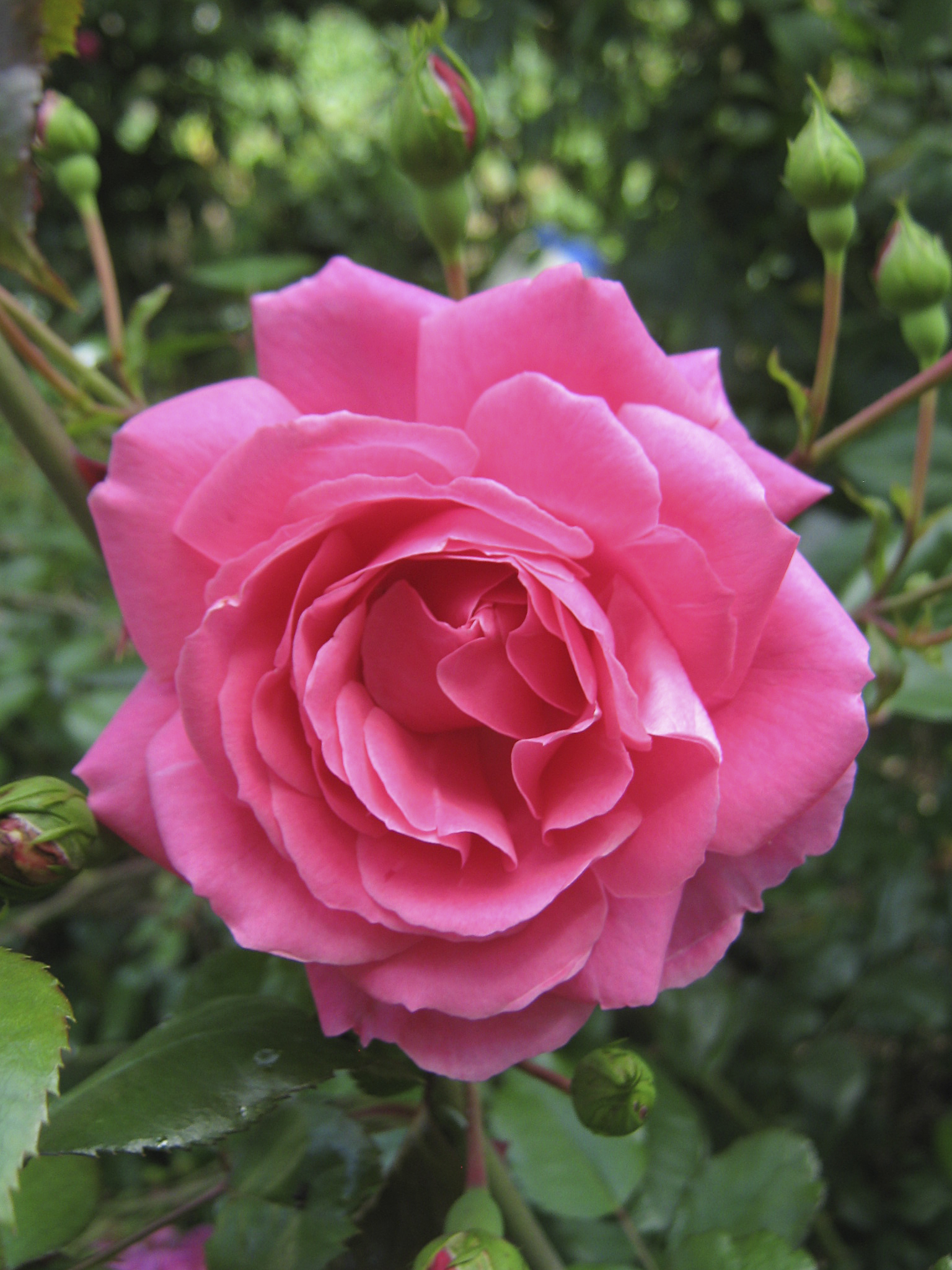
'Zara Hore-Ruthven', 1932
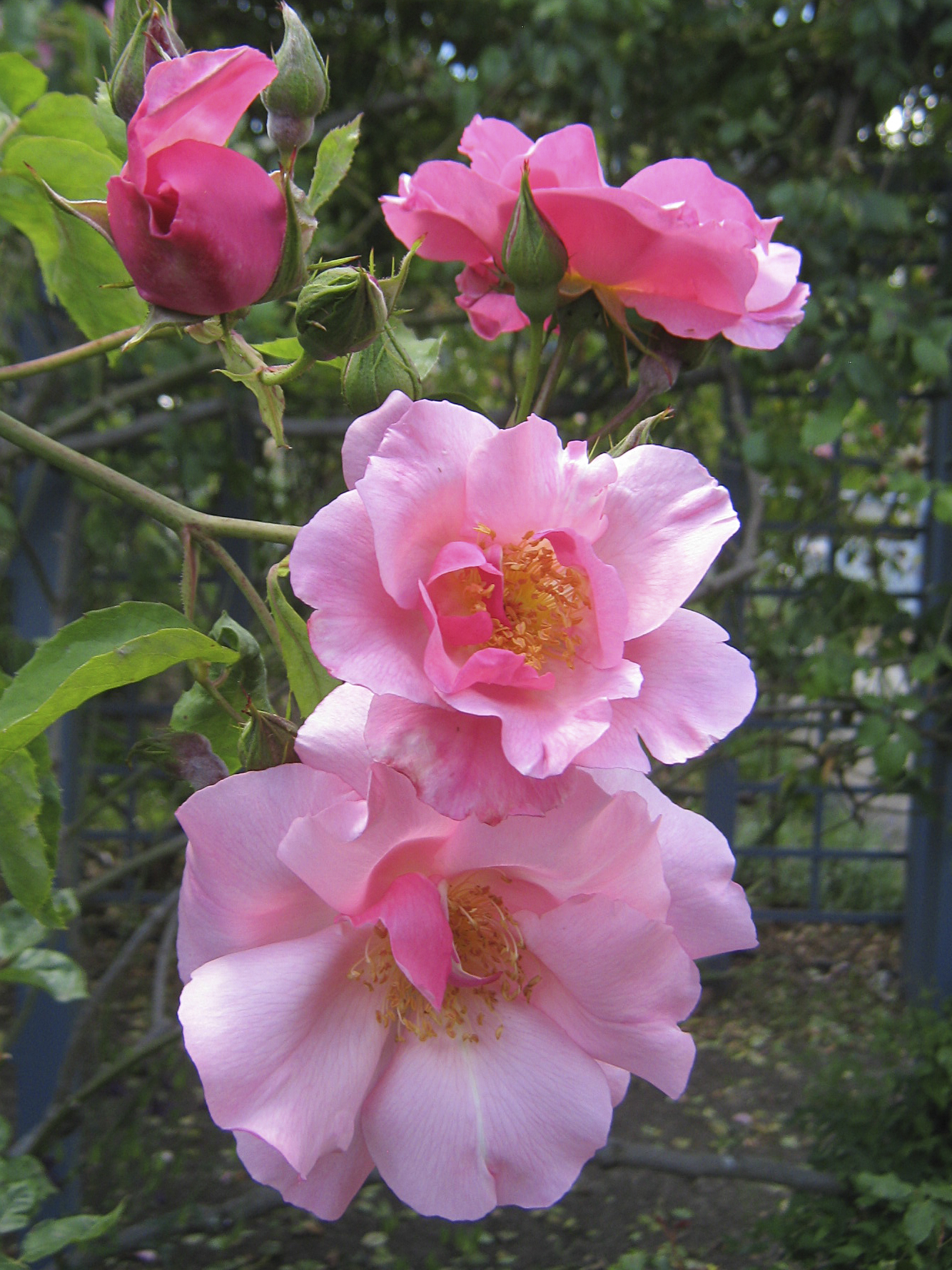
'Ciceley Lascelles', 1932
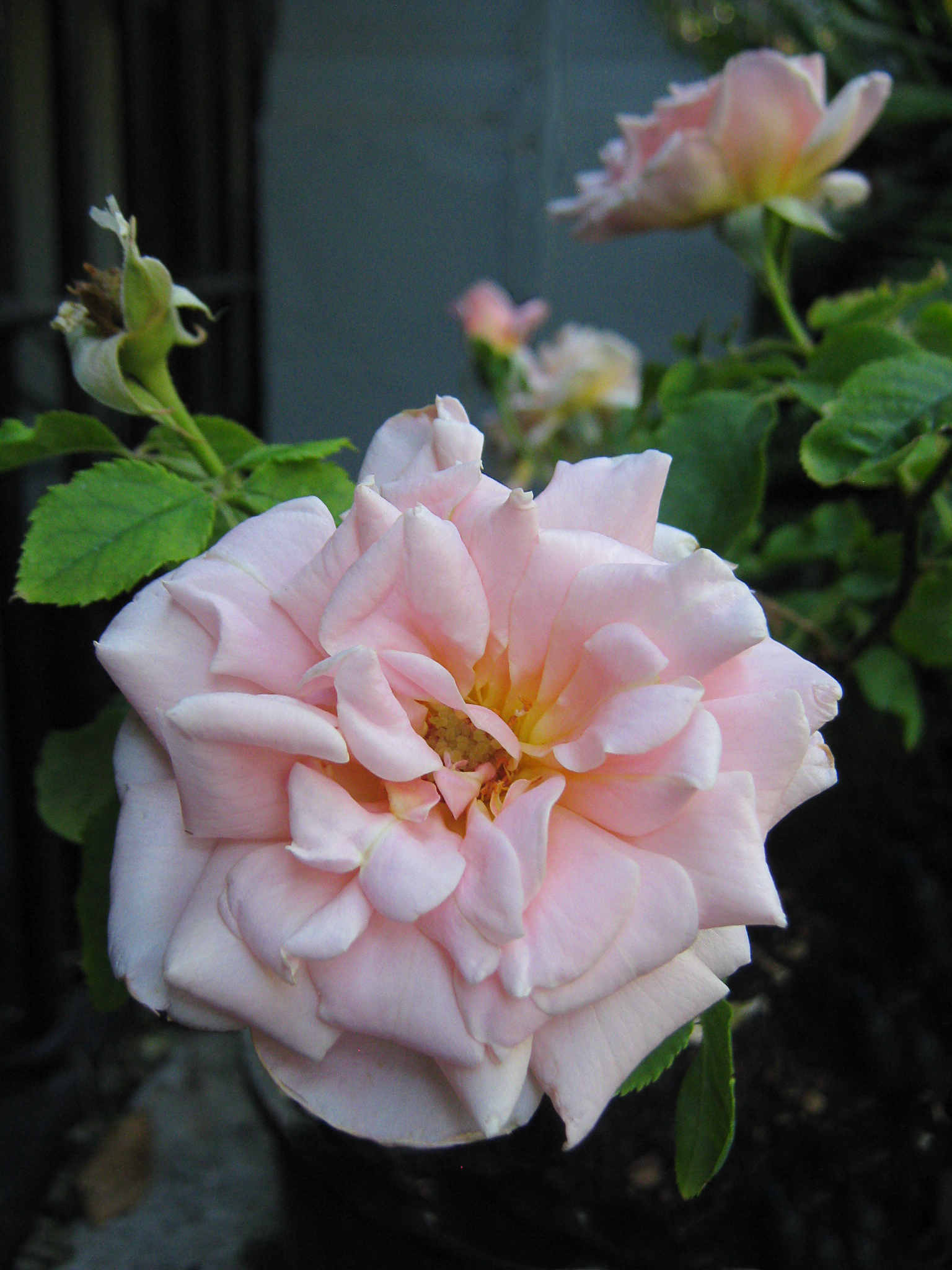
'Mab Grimwade', 1937
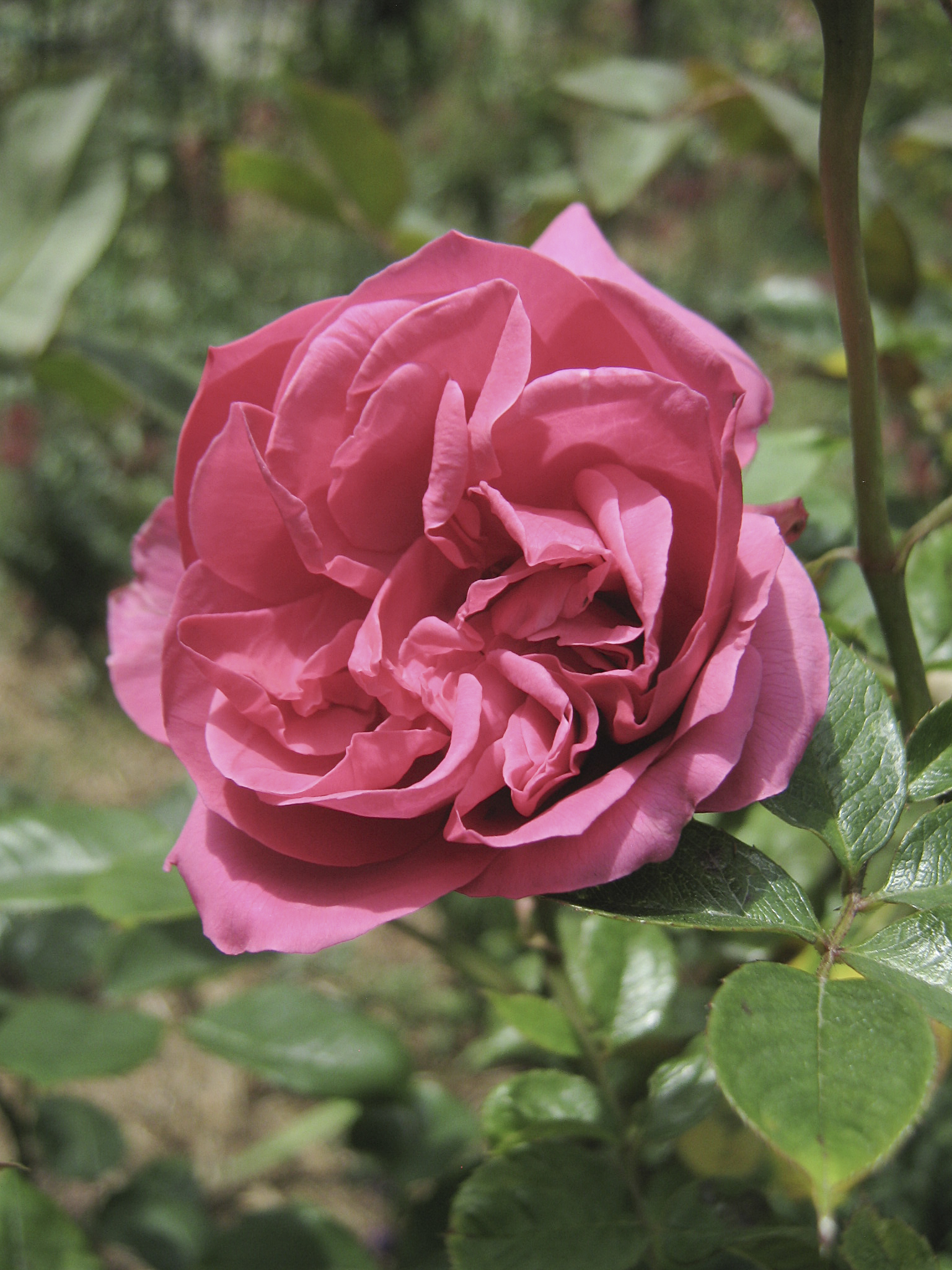
'Emily Rhodes', 1937
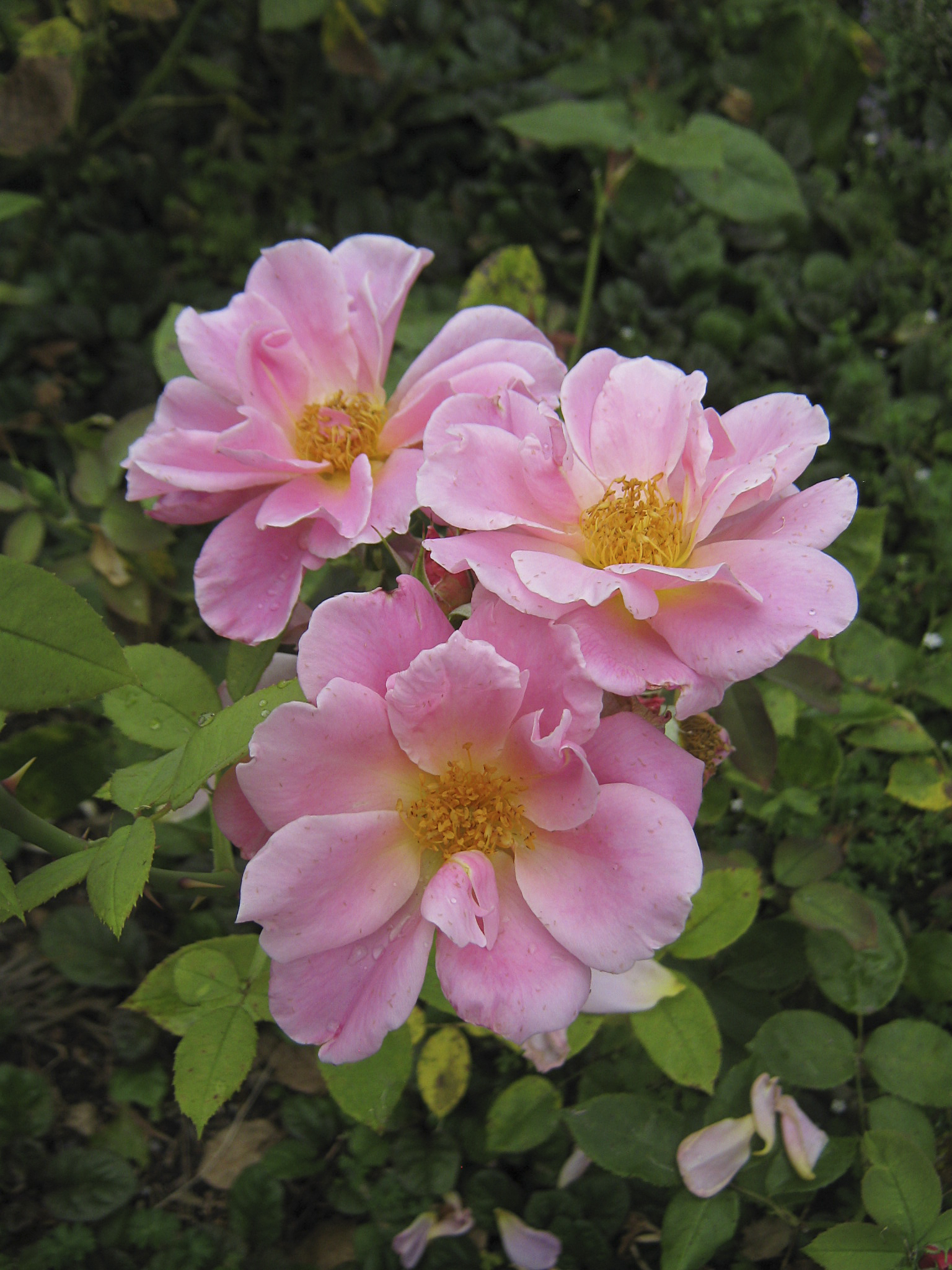
'Sheila Bellair', 1937
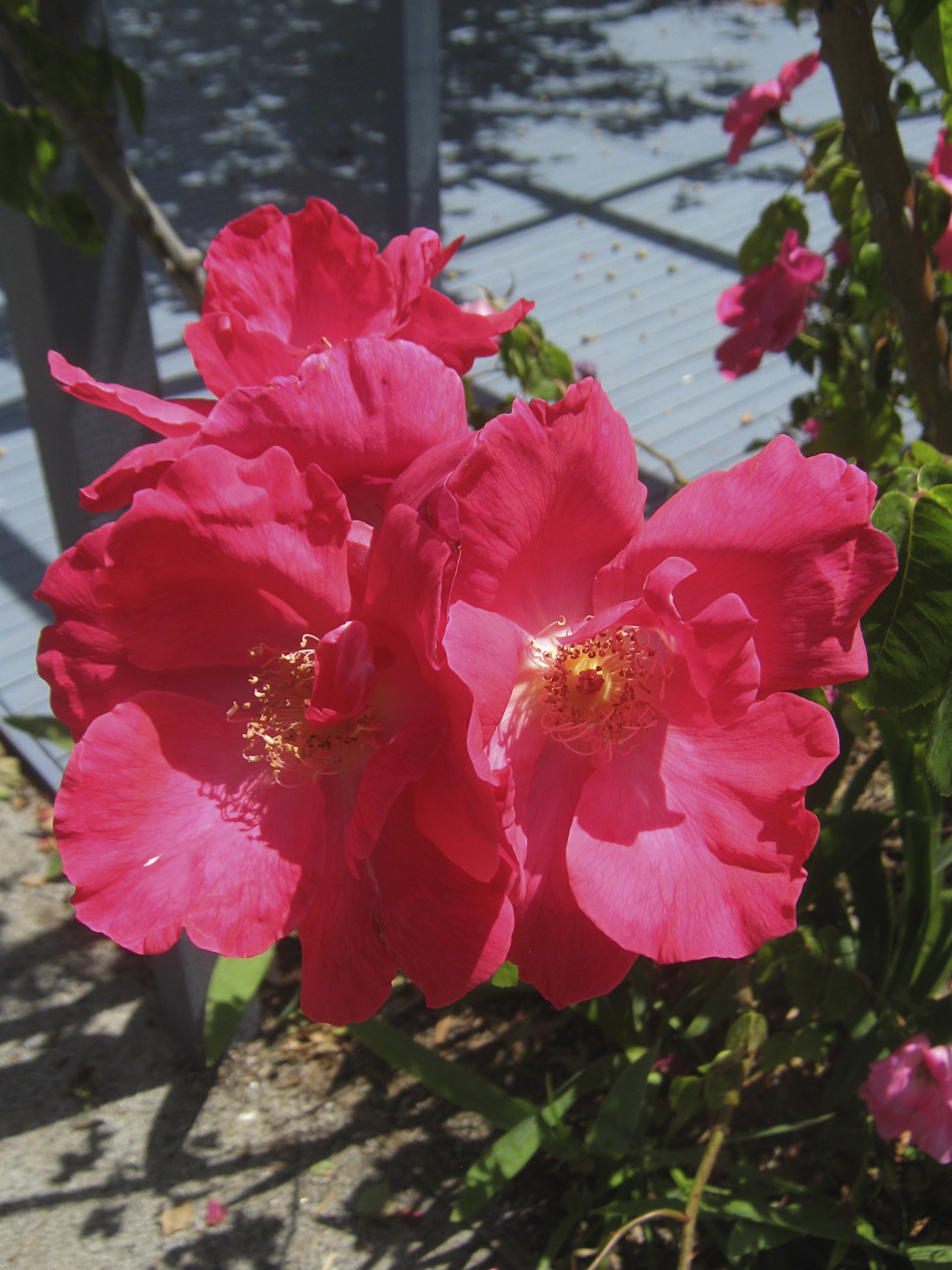
'Nancy Hayward', 1937
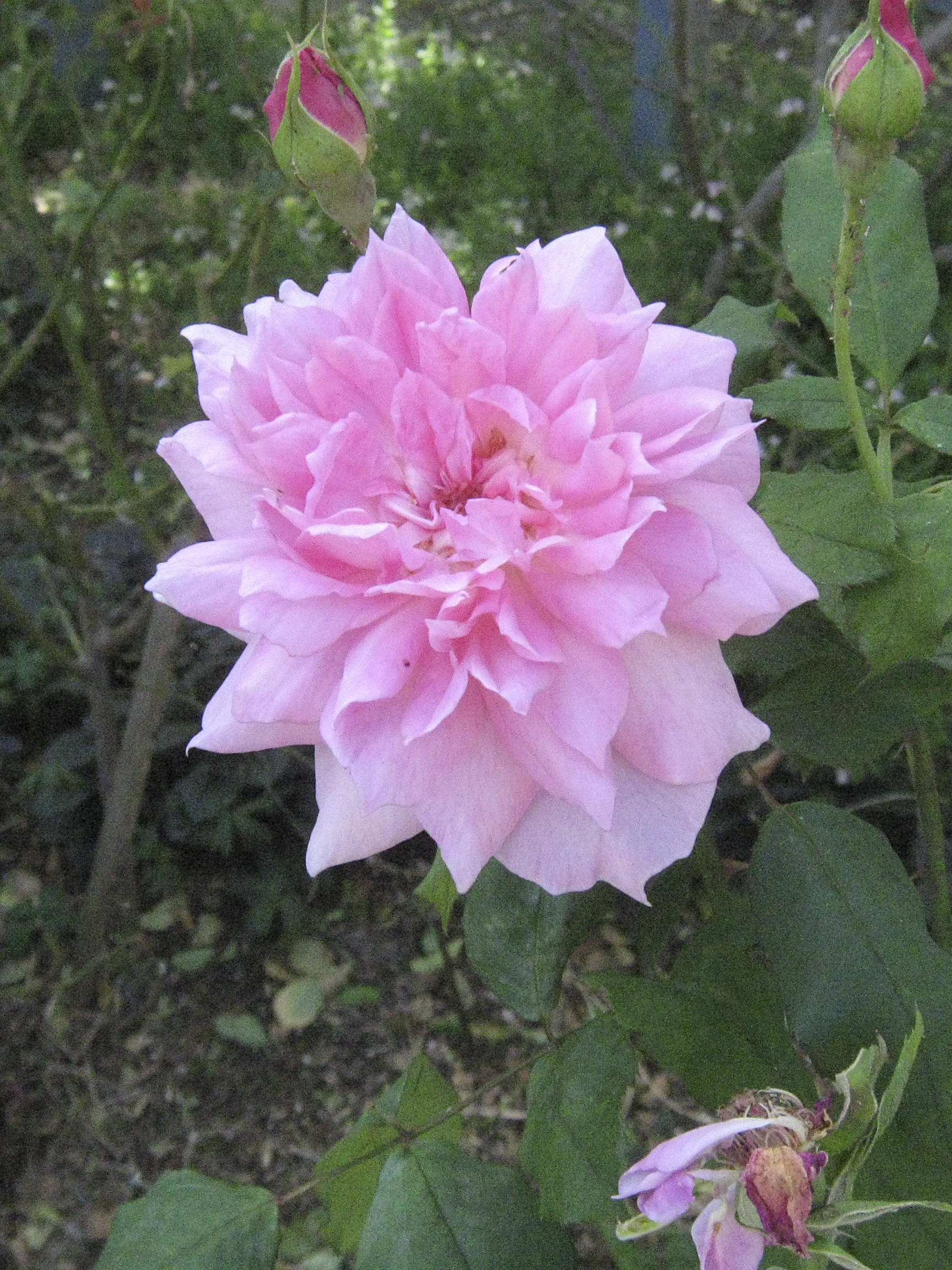
'Diana Allen', 1939
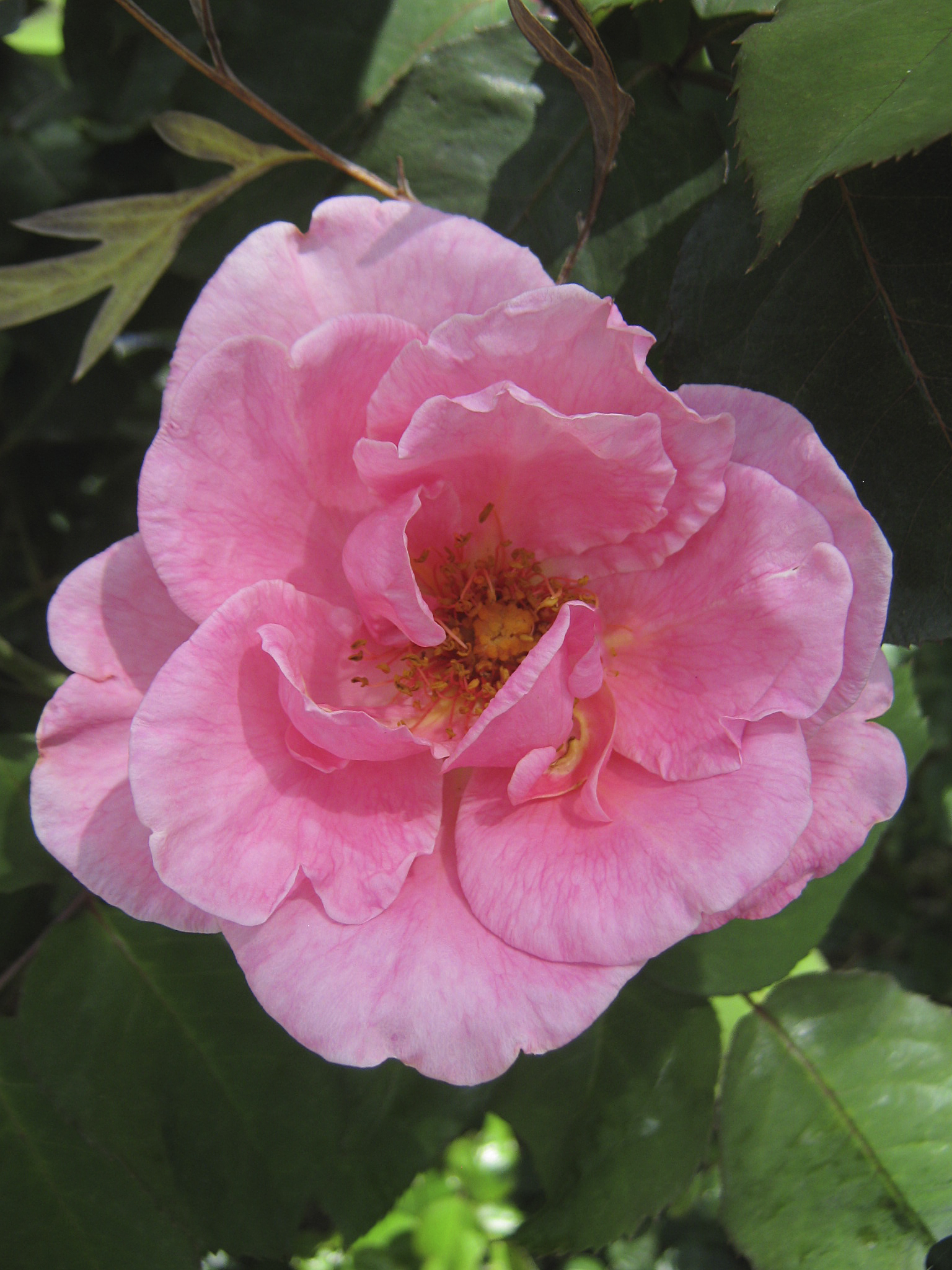
'Lady Mann', 1940